# 少女前线
《少女前线》是散爆网络开发的手机游戏。该游戏以从19世纪末至現代的槍械之萌擬人化為主題。和散爆網絡在同人團體時代、於2013年發表的作品《麵包房少女》共享世界觀。
Android版已经于2016年5月20日以不删档内测的形式在中国大陆正式上线。中國大陸服将“由于和运营商续约谈判不成功”于2024年12月31日停運，其他服务器不受影响。但承诺于2025年5月20号在Steam平台发售数据继承版少女前线（锁国区）。少女前线因Steam审核原因而未能在5月20号准时上架，可各位指挥官们推测在2025年内开服。

## 遊戲機制
主要借鑒了戰棋類游戲的思路，玩家每一個隊伍的配置跟操控性都會影響到戰鬥結果，作戰分為“戰術推進”和“即時戰鬥”兩個部分，由編劇羽中負責撰寫主要劇情，Vanguard Sound Studio工作室負責作曲。玩家可將製造出來的戰術人形組成5人梯隊；戰術人形分別為6種槍械（手槍、衝鋒槍、步槍、突擊步槍、機槍、霰彈槍），依照槍械特性、能力來跟敵方的各種兵力單位進行交戰。

### 作戰任務
分別有普通、緊急、夜戰三個模式，普通跟困難會掉落戰術人形，夜戰則會掉落裝備，每一個章節的最後一關都會限定掉落的戰術人形跟專屬裝備，普通跟緊急分別有三種勳章，分別為金、銀、銅，每一個關卡的勳章達成條件都不同，選擇「戰場說明」可以看到有關三種勳章的達成條件，夜戰關卡沒有勳章，只有完成任務目標通關成功，主頁面的主線任務會按照取得的勳章，發放不同的獎勵。
據點是遊戲中可以讓梯隊移動的位置，一些據點有著特別的功能，很大程度上會影響著玩家是否能夠通關。通常被我方佔領的據點顏色是藍色，敵方佔領的是紅色，第三勢力的顏色是黃色，當玩家成功佔領據點就可以使用據點一些功能，同時遊戲引進類似於圍棋的玩法，如果玩家成功用梯隊包圍敵方的據點，那麼該敵方據點就會變成我方據點，反之敵方也可以包圍我方據點。

### 即時戰鬥
梯隊跟敵方交戰的時候便會開始進入戰鬥畫面。戰鬥中人形被敵人擊中會受到傷害，傷害到一定程度會重創，當血條為0時，不能再繼續參加戰鬥。若是交戰單位太強玩家可以選擇讓梯隊撤退來避免梯隊的覆滅，每進行一次即時戰鬥，消耗該梯隊一份口糧（共十份）和兩份彈藥（共十份），當口糧或是彈藥耗盡後該梯隊將會無法作戰。敵方跟我方單位具有特性，玩家需要按照敵人的特性來用適合的梯隊應戰，特性分別有4種（閃避、護甲、護盾、力場）。玩家可以選擇正在交戰的戰術人形將其指揮移動到9宮格內的區域，或是命令單個戰術人形撤退來閃避敵人的致命性攻擊。

## 世界觀和名詞

### 故事大綱
1905年沙俄在通古斯河附近率先發現了未知生命遺蹟並開展研究，這是人類第一次開始接觸到坍塌與逆向坍塌技術。
2030年，由於七名中學生誤闖北蘭島封鎖區域，遭受因遺蹟物質（坍塌液）泄露而身患廣域性低輻射感染症（E.L.I.D）患者的襲擊。前往救援的特維警察小隊行動失敗，還使得遺蹟內坍塌液全面泄露。因E.L.I.D的緣故，地球上適合人類居住的區域逐漸減少；為爭奪和守衛僅剩的適合生存的土地，歷史上最慘烈的第三次世界大戰爆發了。
2051年停戰之後，人與人之間依然存在著敵視和仇恨，而國家的力量已經不足以維持自己區域穩定和安全，所以不得不藉助安全承包商。
2054年16lab的帕斯卡發明出第一代戰術人形，人類開始使用戰術人形作戰以減少人類傷亡，其中鐵血工造和IOP就是生產戰術人形的工廠。
然而在2061年末爆發蝴蝶事件，一支特種部隊闖入了鐵血工造，眼看工廠就要被攻陷，這時鐵血工造的一名高層工程師萊柯被流彈擊中，萊柯死前啟動了鐵血高級AI伊萊莎使其接管了工廠，伊萊莎馬上啟用戰術人形，殺光包含鐵血工造工作人員在內所有人類，之後鐵血一直在試圖突破昔日合作夥伴格里芬的軍事封鎖，半年後格里芬決定再招募一批新指揮官，而玩家扮演的就是那批新指揮官的其中之一。

### 時間線
1905年
沙俄在通古斯河附近率先發現了未知生命遺蹟並開展研究，這是人類第一次開始接觸到坍塌與逆向坍塌技術，人類開始了對坍塌技術的研究，但一直沒有進展。
1960年
中國上海發現北蘭島遺跡，並挖掘出未知生命遺體GAVIRUL。
1992年
聯合國啟動GAVIRUL重現計劃。
2023年
人類在南極冰蓋下發掘出遺跡系統。
2029年
北蘭島因城市建設挖穿遺跡外部隔離層，坍塌粒子被釋放引發ELID。
2030年
北蘭島事件爆發，由於七名中學生誤闖北蘭島高度機密的遺跡，遭受因遺蹟物質（坍塌液）泄露而身患廣域性低輻射感染症（E.L.I.D）患者的襲擊。使得這項技術的核心物質——坍塌液全面洩露。前往救援的特維警察小隊行動失敗，由於封鎖不力還使得遺蹟內坍塌液全面泄露，坍塌液對外界造成了空前的破壞，城市蒸發，人口銳減，大量的生存空間被污染。這場徹底改變世界面貌的可怕災難，被稱為北蘭島事件。
2031年
鐵血工造成立，主要製作各種軍工產品。
2033年
環境的惡化威脅人類的生存，人工智能和機器人技術正式成為公開廣範圍的研究課題。同年，自律人形技術進入實驗階段。自律人形是對某一類機器人的統稱，指外表與人類極為相似、同時AI極高的機器人，可以從事日常服務或簡單的作戰輔助。
2038年
自律人形技術趨於成熟。但因為其行動效率不高，並沒有大量運用於戰鬥之中。
2045年
7月，第三次世界大戰爆發。北蘭島事件後，前所未有的恐怖災變在地球上瘋狂擴散。各國在倉皇挽救危機的同時，也在互相推脫和指責。最終，矛盾的裂痕達到了極點。為了爭奪乾淨的土地和糧食，全球範圍內的戰爭爆發，史稱第三次世界大戰。戰爭期間，鐵血工造憑藉精良的軍品服務，積累了大量資金和市場口碑。
2046年
IOP戰術人形製造公司成立。
2049年
戰爭期間，一個自稱“ 90wish ”的網絡精英技術團體在互聯網上發表聲明，稱他們願意將自律人形技術的部分專利技術共享，以在戰爭時期換取外界援助。但此事並沒有引起關注，很快銷聲匿跡。
2051年
第三次世界大戰結束。戰爭之後的世界變得更加滿目瘡痍，文明秩序在生存的邊緣苟延殘喘。各地政權無法再維護人民的安全，使得大量安全承包商應運而生。而大量區域遭到污染，不再適用居住和開採，這直接促使了機器和人工智慧的技術進步。
2053年
退伍軍人克魯格創立了格里芬軍事安全承包商，此時格里芬的作戰力量以人類僱傭兵為主。
2054年
IOP推出第一代戰術人形，其本質上不過是一個自律人形裝配一件槍械武器，作戰效率不高。但克魯格希望購買戰術人形作為戰鬥力，以減少人類的傷亡。帕斯卡公佈了曾屬於90wish的“齊納協議”技術，這項技術可以允許人形直接建立信息鏈接。同時帕斯卡還展示了自己獨立研究的“蝕刻理論”，這項理論完成後，將允許人形與特定武器建立聯繫，提高射擊精準度，這也引發了克魯格的興趣。但“齊納協議”和“蝕刻理論”都處在理論層面上，距離實踐還需要一段時間。
2054年
晚些時間，鐵血公司掌握了某項特殊的人形技術，能夠將高智能AI裝入主機，發令者只需要一個簡單的指令，主機便能自主運算出合理的行動方案。這個主機被稱為“伊萊莎”。而這套技術背後的開發者，則是同為前90wish的成員萊柯瑞斯。
2055年
格里芬正式公開接受安全承包工作。
2057年
16LAB研究所成立。帕斯卡考慮到研究環境受限，與IOP達成協議。由IOP提供資金，為帕斯卡招募了更多技術成員，並成立了16LAB研究所，主要方向是研究90wish遺留的"齊納協議"，以升級人形的信息網絡系統。同年，16LAB發布了"傀儡網絡"技術，這項技術是根據90wish的"齊納協議" 進行的改進，允許一台主機可以同時控制空前數量的人形，這極大的提高了指揮效率。克魯格看到了傀儡網絡的優越性，並提出將這項技術與萊柯分享，以提高人形的行動效率。但沉迷人工智能研究的萊柯拒絕參與技術的對接工作。
2058年
帕斯卡向IOP提交了"ASST"技術（別名為烙印技術），這使得人形與特定武器建立一對一的識別關係，提高人形本身的作戰效率。"烙印技術"配合"傀儡網絡"，促成了二代戰術人形的問世。
2060年
在格里芬的需求下，IOP對外購買了全新的AI記錄技術"心智雲圖"，可以令人形將記憶備份到總服務器中，人形主機陣亡後，可以在重新製造時繼承這些備份記憶。同年，格里芬分部連續爆發了多起襲擊事件，數名格里芬高級僱員遭到暗殺。
2061年
格里芬AR小隊正式誕生，成員為M4A1、M16A1、SOP-II和AR-15。
2061年
晚些時間，蝴蝶事件爆發。一支特種部隊潛入位於鐵血總工廠深處的技術部門，搶奪"伊萊莎"的程序資料，但行動發生了意外，萊柯啟動了防衛程序，特種部隊試圖破壞執行防衛程序的人形，但流彈擊中了萊柯，導致其死亡。萊柯臨死前啟動了伊萊莎的AI.伊萊莎接管了整個鐵血所有的權限，殺死了特種部隊和包括鐵血僱員在內的所有人類。這次事件被定義為"蝴蝶事件"。在蝴蝶事件後“伊萊莎”獲得了實體，並接管所有鐵血人形，為了為“父親”萊柯復仇，開始攻擊所有目擊到的人類和鐵血以外的戰術人形。此時鐵血勢力對人類來說已經成為了敵人，之後鐵血一直在試圖突破昔日合作夥伴格里芬的軍事封鎖，半年後格里芬決定再招募一批新指揮官。
2062年
聯合國重組。蝴蝶事件爆發半年後，格里芬決定再次招收一批人類指揮官。同時，為了探明蝴蝶事件的真相，帕斯卡徵用AR小隊潛入鐵血的領地，去尋找萊柯生前留下的資料。然而AR小隊行踪被發現，並遭到鐵血頭目代理人的襲擊。混亂中，AR小隊四散逃亡，帶有資料的M4A1下落不明。帕斯卡向格里芬總部求援，要求距離最近的指揮官提供援助，搜索AR小隊的下落。此時，玩家扮演的一名指揮官在格里芬一處新人指揮室中完成了他的入職儀式。《少女前線》劇情自此開始。

### 名詞解釋
北蘭島事件
2030年，一場幾名中學生的小小冒險誤闖了高度機密的遺跡，遭到因坍塌液而罹患廣域性低輻射感染症（E.L.I.D）的患者襲擊。隨後的救援發生意外，引發了連鎖事件，使得坍塌液全面洩漏。
1月17日15:17，北蘭島遺跡發生巨大爆炸。爆炸瞬間摧毀了周邊四座城市，並將坍塌液拋灑在東部沿海地區。
由於封鎖不力，坍塌液對外界造成了空前的破壞。城市蒸發，人口銳減，大量的生存空間被污染。
第三次世界大戰
北蘭島事件後，前所未有的恐怖災變在地球上瘋狂擴散。各國在倉皇挽救危機的同時，也在互相推託和指責。最終矛盾的裂痕達到了極點，於2045年爆發為了爭奪乾淨的土地和糧食的戰爭，史稱第三次世界大戰。
戰爭之後的世界變得更加滿目瘡痍，文明秩序在生存的邊緣苟延殘喘。各地政權無法再維護人民的安全，使得大量安全承包商也應運而生。而大量區域遭到污染，不再適用於居住和開採，這直接促使了機器和人工智慧的技術進步。
2030年北蘭島事件發生後，地球環境在坍塌輻射的影響下日益惡化，世界各國為了爭奪愈發緊缺的資源和適合生存和發展的土地，緩和自己國內的矛盾，彼此間關係逐漸惡化。2041年，意大利控制利比亞，標誌著歐洲的殖民主義傾向重返。同年，美國發生推倒隔離牆運動。2042年，東歐最大的非污染區國家烏克蘭陷入嚴重的經濟危機，東烏克蘭武裝革命於同年爆發，之後烏克蘭在歐盟干涉下分裂成兩部分。此後，各國政府朝著異常保守的方向倒去，加拿大被美國吞併，隨後乾涉巴哈馬的反美運動。2044年初聯合國大會針對阿爾及利亞、烏克蘭和巴哈馬的會議上，三大常任理事國退席，聯合國體制已經名存實亡。
2045年3月2日，第三次世界大戰在核誤判中拉開序幕。在首輪打擊之後，美蘇兩國和其各自的盟友都蒙受了不小的損失。由於反導技術的進步，世界並未毀於核戰爭，而是轉入了長達五年的常規戰爭。當戰爭進入第三年後，各國的常備兵力和武器都已消耗殆盡，戰時動員的後備部隊作戰效率也不及戰前的常備部隊，這使各國都將勝利的希望放在了自動機械上。
2054年3月，美蘇兩國最終在聯合國其他諸多國家的協調下在議和會上達成共識，簽訂了《白令停火協議》，雙方從其他國家徹底撤軍，第三次世界大戰到此結束。
安全承包商
第三次世界大戰後，現存的國家和組織為了減少財政開支和管理壓力，只集中保護一些大型城市和工業基地。而對於其他小型城市和偏遠地區，則採取競標的方式，承包給私人軍事組織。
在此種形勢下，各種大小的安全承包企業應運而生，以維持地區安全的名義獲得巨額利潤，為安全承包商生產武器裝備的工業公司也大範圍建立了起來。
起初，安全承包商的部隊主要以人類僱傭兵組成，後來隨著人形技術的發展，也出現了以戰術人形為主要作戰力量的承包商。
自律人形
對一類特定機器人的統稱，專指2033年開始研製，外表與人類極為相似，同時智能極高的仿生機器人。可以從事日常服務或者簡單的作戰輔助，日後隨著技術發展，已經可以作為戰鬥主力使用。
依靠製造時對人形進行權限鎖死操作，雖然它們擁有極高的人工智能，也可以模擬部分人類的情感，但對人類的命令始終無條件服從。隨著技術進步，自律人形無論外表和情感表現，已經讓普通人很難辨識出是機器人。
戰術人形
自律人形的一種，指專門用於戰鬥的自律人形。由於戰後人力稀缺以及環境惡劣，人形應用於軍事領域的需求日益增高，此類特化用於戰鬥的自律人形應運而生。
戰術少女分為兩代，第一代只是拿著槍械的自律人形，通過對目前適宜投入作戰環境的人形型號進行特殊配置和改造後完成。第二代則通過“烙印”和“傀儡網絡”而獲得高效作戰能力並易於大範圍作戰指揮的自律人形。
戰術人形的素體早期來源於一般民用自律人形，但之後也有研製單純以戰鬥為首要目的的型號。
傀儡人形
獨立的戰術人形（被稱為“主機”）通過擴充編制，可以擁有多個能夠輔助戰鬥的傀儡人形。
傀儡人形的作戰能力與主機相同，但沒有複雜的運算能力，只有接受和執行命令的智能。
蝕刻理論
一項由帕斯卡在2054年公佈的理論。蝕刻理論證明了在經過一種特殊定制的統一蝕刻手段處理後，物體與物體之間可以在一種新的「場」中建立特殊聯繫。
IOP製造公司曾嘗試利用此理論應用到戰術人形上，使其與特定的武器部件建立「蝕刻」聯繫，以獲得人類無法比肩的作戰效率。
烙印系統
從蝕刻理論擴展後的實用技術，由帕斯卡在2058年研究完畢並公佈，其正式名稱為「Advance Statistic Session Tool」（簡稱ASST系統），這項技術可以使戰術人形和自己的武器之間建立特殊的感應聯繫。
用戰術人形自己的描述，就是「自己的感知被分成了兩半，時刻都能感受到自己另一半的感覺。槍械儼然成為了自己身體的延伸，如同一個額外的肢體，因此操作起來就像武器長了眼睛一樣得心應手。」
齊納協議
由90wish發布的一項廣域通信協議，這種特殊的通信傳輸手段可以令區域內的人形之間直接建立交流網絡和傳輸信息，而不再需要藉助主機或者衛星設備，工作原理類似P2P技術。
格里芬
2053年，由退伍軍人克魯格成立的安全承包公司，全名為「格里芬與克魯格（Griffin＆Kruger）私人安全承包公司」。其運作資金主要由自身人脈拉攏的政府和財團提供。
起初，格里芬和其他安全承包商一樣，以人類僱傭兵為主力部隊。但一年後，第一代戰術人形問世，讓克魯格看到了新的可能。他希望購買戰術人形作為格里芬的主要戰鬥力，以減少人類的傷亡。
「塌縮點」後由於克魯格遭到軍方逮捕，又遭到軍方與帕拉帝斯的打擊而險些覆滅，現在殘存的部隊由指揮官帶領，接受了安全局的雇用，以替前者執行特定任務換取庇護與繼續活動的權限。
戰術指揮官
玩家所扮演的角色，遊戲中一般簡稱為指揮官。主要負責管理與指揮戰術人形，以完成承包的安全工作。
由於擁有指揮權限的戰術人形不多，戰術人形又沒有自我行動的機制與權限。指揮官就等同於戰術人形部隊的大腦，因此戰術指揮官成了極稀少的又迫切的人力資源。
IOP製造公司
全稱為「重要行動原形機械製造公司」，在第三次世界大戰期間成立的工業製造公司。格里芬的戰術人形主要供應商。
以帕斯卡為首的16LAB研究所也掛名在該公司底下，與其共享所開發的新技術。
與鐵血工造本來有著良好的關係，但因為在戰爭期間互相搶奪營業額、戰後又被挖走不少優秀的技術人員而交惡。
和格里芬有簽訂協議，若格里芬擁有的戰術人形過多，或是在戰場上有回收到其他戰術人形的話可以交由IOP回收處理。
90wish
「90wish」是由一批技術精英組成的神秘網絡團體，其掌握了不同領域的尖端技術並在團體內共享。
他們首次露面是在第三次世界大戰中期。90wish聲稱自己成立的目的是為了團隊成員能夠在戰時互相照顧和支持，並必要時會以統一的論調向外界尋求援助。
該團體的核心理論是以自身利益為重點，並希望各個國家和組織能重視技術，而非依靠戰時的硬生產，同時他們反對以數量和暴力手段對抗敵軍以及污染生物的焦土戰術等等。
90Wish公開露面只是曇花一現，然而很快便銷聲匿跡了。因為他們提供的人形自律技術並沒有在業界產生話題性，僅有部分組織注意到了這項技術和90wish的可能性並向其拋出了橄欖枝。
在主線劇情第十三章中，揭露其正式的名字為“德意志國防軍特種技術開發組”。
已知成員有三名：帕斯卡、莱柯瑞斯、威廉。
鐵血工造
全稱「鐵血工業製造公司（SANGVIS FERRI）」，老牌工業製造公司，成立於北蘭島事件後。在各大工業公司因為污染爆發而措手不及時，鐵血工造依靠全面和精良的軍工產品，在當地佔據了廣闊的市場。
第三次世界大戰結束後，鐵血工造接納了前90wish成員萊柯瑞斯，並利用人工智能開發了全新的戰術人形。
蝴蝶事件之後，鐵血工造的人形失控，並殺死所有工作人員。現在的鐵血已經完全落入AI的控制，對於人類而言，它們是敵人，怪物和殺人兇手。
新蘇聯
於2019年冬活劇情中出現的國家，於第三次世界大戰爆發前成立的國家，繼承了俄羅斯帝國、舊蘇聯的遺產，全名為「蘇維埃共和國」簡稱新蘇聯，但是其體制跟現實中的蘇聯不同，主要的政權體制是沿襲至俄羅斯聯邦，並且國家相當的富裕在GDP方面幾乎持平美國，在第三次世界大戰聯合中國、東德等盟國，跟美國、北約、歐盟以及美國在太平洋的盟國，展開慘烈且血腥的戰爭，最後新蘇聯跟其盟國獲勝，新蘇聯領導階層對於加入「羅克薩特主義合眾國聯盟」有著一定的意願，目前正在和「泛歐聯盟」進行談判中。
特種作戰司令部（KCCO）
由卡特將軍領導，每一名士兵都經驗老練，都是經歷第三次世界大戰後活下來的老兵，對於現在的新蘇聯領導準備加入「羅克薩特主義合眾國聯盟」的作法感到十分不滿，私底下選擇跟帕拉蒂斯合作，策劃了蝴蝶行動跟主腦抓捕計畫，掌握了大量的自動兵器跟正規軍備，策畫政變推翻現任新蘇聯政府。
安全局
新蘇聯的情報機構，有著名為「信號旗」的特種部隊，跟KCCO、帕拉蒂斯屬於敵對關係，曾經多次派遣部隊去抓捕威廉，但是都撲了空，在「偏振光」派遣空軍轟炸了KCCO的裝甲部隊，成功救了指揮官跟其戰術人形，在「熵減焓增」處理了叛軍搞亂的情報系統，並且派遣空軍轟炸了KCCO進攻格里芬基地的部隊，成功救了危在旦夕的格里芬全員，目前泽林斯基為首的安全局成員準備對新蘇聯內部的反賊以及叛軍，進行一場大清洗以徹底杜絕後患。
帕拉蒂斯
十分神祕的勢力，首次登場於「有序紊流」給格里芬造成了不小的麻煩，所使用的科技極為先進甚至超過了正規軍，旗下的兵力單位似乎都是用人體試驗做出來的活體兵器，經常將大量的難民投入各種非人道的實驗，因帕拉蒂斯死去的人數十分驚人，其罪刑罄竹難書，跟KCCO屬於半合作關係，根據安全局的調查，帕拉蒂斯跟德國政府高層脫離不了關係。
德意志民主共和國
首次在「雙聯亂數」活動劇情中登場的國家，於「熵減焓增」中確定現在的德國已經兩德統一，並且由德意志民主共和國為主體，跟新蘇聯政府經常互動，對於成立「羅克薩特主義合眾國聯盟」是處於支持的態度，但是部分高層仍然有意見，目前德國處於治安混亂的狀態，因為政府開放大量難民進入國境，導致國內人民生活空間受到壓縮，帕拉蒂斯也在這段期間在德國大舉擴張自己的勢力，來自帕拉蒂斯的恐怖攻擊、難民和人民的暴動，幾乎快在德國爆發。
國家安全局（斯塔西）
負責德國境內的安全維護以及情報調查，目前主要調查跟對付「德國自由獨立黨」、「帕拉蒂斯」以及各式在德國境內的邪教組織，因為帕拉蒂斯的滲透跟暗殺，導致斯塔西損失了相當多的菁英特工。
泛歐聯盟
於2019年冬活出現的國際組織，其目的是為了重建在第三次世界大戰中嚴重受創的歐洲，並協調全歐洲的經濟。
坍塌與逆向坍塌技術
在未知的古代遺跡中發現的技術。能將物質分解、重新構築、或直接將其轉化為能源的夢幻技術，但因為其中需要使用危險性極高的坍塌液而蘊藏了不小的風險。
坍塌液
坍塌與逆向坍塌技術中所需要用的觸媒，為放射性物質。
具有將接觸到的物質從分子結合層面開始分解的特性，其所釋放的輻射對生命體具有危險性，為ELID的病源。
E.L.I.D
全稱為「廣域性低輻射感染症」，由坍塌液所釋放的特殊輻射引起症狀。
根據體質耐受度的不同，輻射所造成的感染會有不同的結果。體質差的會直接致死，好一些的則會在感染後引發突變，如果沒有在惡化前接受治療，肉體會逐漸矽化而變得僵硬，接著會逐漸失去理智，在死亡前都充滿攻擊性，成為如同喪屍般的危險存在。
蝴蝶事件
2061年，一支來路不明的特種部隊潛入鐵血總工廠深處的技術部門，意圖搶奪高級AI「伊萊莎」的技術資料。但行動發生了意外，技術部門的萊柯啟動了防衛程序，特種部隊試圖破壞執行防衛程序的人形，但混戰中流彈擊中了萊柯，導致其死亡。萊柯臨死前啟動了「伊萊莎」，AI接管了鐵血工造的所有權限，封鎖了整個鐵血公司並啟動人形殺死了包括特種部隊和鐵血僱員在內的所有人類。這次事件被稱為「蝴蝶事件」。
然而一方面由於鐵血工造本身規模不大，另一方面由於消息被封鎖，「蝴蝶事件」並未引發世界的關注。

## 登場角色

### 格里芬
指挥官
玩家所扮演的角色。S09区最新上任的年轻指挥官，作战能力据说不逊人形，拥有一流的头脑和极强的指挥能力。非常重视手下的战术人形，并把她们当成自己的同伴看待而不是下属。克魯格被捕後一度为国家安全局卖命，克魯格被釋放後又繼續回到格里芬工作。该主角的人设官方游戏尚无交代，因此可由玩家自設性別。游戏中作战时常以头部笼罩黑色迷雾且带(？)字的无脸男形象现身。
赫麗安圖絲（Helianthus）
聲優：苅谷瑠衣
格里芬的高級代理人，主要負責在現場發布總部的命令，並監督和上報戰術指揮官的行動。
在「塌縮點」劇情中，在克魯格遭到軍方逮捕前，克魯格拜託赫麗安在他不在的這段期間代替他處理一些事情，隨後赫麗安離開了格里芬一陣子。
於第十三章戰役的困難劇情的最後回歸格里芬。
在「熵減焓增」中，格里芬的所有人為了慶祝赫麗安任職十周年，偷偷的準備了一場驚喜派對，結果格里芬基地遭到叛軍的多管火箭砲轟炸，赫麗安被殘骸埋住，之後被克魯格跟人形救出來，大量的人形為了慶祝都聚集在一起，結果大量的人形全部被炸毀，赫麗安跟帕斯卡在基地最下層保護心智伺服器，之後克魯格在重傷的情況告訴赫麗安慶祝派對的事情，赫麗安感到既高興又難過，最後安全局派遣轟炸機摧毀了叛軍部隊，救了所有人，倖存的眾人搭乘基地車前往柏林跟指揮官會合。
格琳娜（Kalina）
聲優：東山奈央
格里芬分基地的後勤官，主要工作是為指揮官調動物資，但事實上由於偏遠基地普遍人手不足，她同時也會充當秘書一類的職能。
性格十分的開朗，對待任何人都十分的親切。
非常的愛錢，根據K的說法因為格琳娜從小是孤兒而且到處流浪才養成這種習慣，克魯格出於同情心將她招募進去格里芬。
本人有著一定的戰術指揮能力，指揮官不在的時候能夠代替指揮人形，也有著現場作戰的能力，裝備著防彈背心，武器是一把AKS-74U短管突擊步槍。
在「鏡像論」中，遭到坍塌病的感染，目前仍然在住院當中。
伯魯澤維奇·克魯格（Berezovich Kryuger / Березович Крюгер）
聲優：津田健次郎 / 大冢明夫（電視動畫）
跟特種作戰司令部的卡特將軍是熟識，IOP的CEO哈維爾跟克魯格也是熟識。
第9章跟卡特在宴會中討論殲滅鐵血跟捕捉主腦的內容，哈維爾突然插進來聊天，在卡特離開後哈維爾警告克魯格現在是闖進風暴的小鳥，無論是否有意還是無意，克魯格仍然決定實行這項計畫。
於「塌縮點」、第10章劇情中，由於軍方的背叛摧毀大量的格里芬部隊，克魯格知道自己會被軍方清算，在委託赫麗安事情後，克魯格束手就擒被軍方以“非法運輸武器”和“違規改造民用人形”的名義逮捕。
在「偏振光」、主線第13章，指揮官成功擊退叛軍的進攻，克魯格被释放。
在「雙聯亂數」劇情中，克魯格重新回歸格里芬。
在「鏡像論」劇情中，派遣指揮官前往柏林，並且告誡指揮官不要太過相信別人。
在「熵減焓增」劇情中，決定派遣鐵血菁英支援在柏林作戰的指揮官，也因為這樣格里芬基地的防禦力量大幅減弱，在格里芬基地被多管火箭炮轟炸後，大量的叛軍隨後進攻，克魯格發揮自己的指揮能力率領倖存的人形進行抵抗，雖然成功延緩了叛軍的攻勢，但是在進行抵抗的期間大量的人形被叛軍打成碎片，損失慘重，克魯格自己也被榴彈炸傷，在所有人撤退到基地地下第三層最後的防禦陣線後，克魯格只能夠祈禱安全局能夠動手，如果沒有援軍格里芬全員將會在此陣亡，最後克魯格的賭注成功，叛軍遭到轟炸機的重創，格里芬全員得以脫逃，最後率領殘餘的格里芬人員乘坐基地車，前往柏林跟指揮官會合。
格里芬·萊恩（Griffin Lyons）
格里芬的另一位創立者與出資者，外號「爵士」，是英國人，首次登場於「鏡像論」，行為舉止十分的紳士，但是難以猜出其心思，即便是克魯格都提醒指揮官要提防一下格里芬。
對指揮官跟安潔莉婭進行背後的支援行動，派遣了獅鷲小隊支援指揮官，以及提供必要的情報。
透過牽線的方式讓安潔莉婭可以脫離斯塔西的審問，在酒吧跟安潔莉婭討論德國的調查行動，在遭到帕拉蒂斯不斷的伏擊後安潔莉婭選擇跟格里芬撕破臉，格里芬則指責安潔莉婭太過冒進了。
在「熵減焓增」劇情中，跟德國的政商高層十分的熟識，但是德國的每一名高層都對其十分的忌憚，深怕格里芬手上握有談判籌碼。
帕斯卡莉亞（Persicaria）
聲優：奈波果林
前90wish成員，現16LAB的首席研究員，M4A1的製造者，烙印系統”的開發者。為格里芬提供諸如人形的武器和網絡技術等傑作。
本人十分的慵懶，而且長年不離開自己的工作室，喜歡喝咖啡但是會加入一罐子的方糖。
雇用了格里芬的AR戰術小組，並派遣她們前往鐵血轄區搜索所有署名為「萊柯」的履歷和研究資料。
十分的在乎AR小隊的成員尤其是M4A1。
帕斯卡用一名瀕死女孩的大腦進行掃描成功製作出了M4A1，但是也因為這樣思考自己的這種行為是否真的符合科學道德，對M4A1充滿了愧疚感，為此帕斯卡才會對M4A1如此的重視，深怕她受到一點損傷，甚至數次希望指揮官不要再派遣M4A1前往前線了。
在「裂變連結」劇情中，帕斯卡判斷塔林內部的造物是出自於威廉的手筆，並且說明威廉是她這一生中遇見所有怪人中最為詭異的，為了自己的實驗可以把所有的道德踩在腳下，無論要犧牲要多少人，她跟萊柯不認同他的理念，為此威廉跟兩人結下樑子。
在「熵減焓增」劇情中，用AR小隊的傀儡支援克魯格抵抗叛軍，帕斯卡則跟赫麗安還有重傷人形攜帶心智伺服器，撤退至地下三層保護伺服器，在叛軍遭到摧毀後搭乘基地車前往柏林。
安潔莉婭（アンジェリア / Angelia）
聲優：佐藤利奈
本名：安娜·維克多洛夫納·崔（Анна викторовна Цой）
俄羅斯朝鮮族，出生於塔什干。
404、忤逆小隊及希爾、德爾的上司，與帕斯卡是老相識，曾經指揮過AR小隊但因為不明原因，AR小隊成員心智中有關她的紀錄通通被消除掉，現在服役於國家安全局。
於第九戰役初次登場，偽裝成軍隊中尉為M4A1取得進入軍營調查的權限，後第十章與塌縮點劇情中指揮忤逆小隊幫助M4A1逃離軍方的追擊並將其改造，任命其為忤逆小隊新隊長。有序紊流劇情中被坍塌液引爆之輻射影響導致其重傷，異構體劇情中躲藏在貝爾格勒暗中調查帕拉帝斯與鐵血的行動，被K以格里芬眾人之性命所要挾。慢休克剧情中确认死亡，肉体被RPK16夺舍。
根據劇情暗示以及主線劇情章節序言，可能其為遊戲二測時期玩家所扮演的指揮官角色（與公測後的指揮官角色不是同一人）。
希爾（Sier）
聲優：佐倉薰
404小隊的後勤官，德爾的姊姊，跟德爾一樣是出身於豪門的千金，主要協主德爾進行各種工作，在HK416的心智改造劇情中偷偷給416換衣服，導致HK416醒來後誤會德爾，害的德爾差點被就地槍決。
德爾（Dier）
聲優：福山潤
404小隊的後勤官，修復技術高超，是出身於豪門的少爺，曾經在UMP45陷入絕境的時候伸出援手，也是間接讓404小隊成立的間接推手之一。
早期喜歡委託404小隊去懲戒販賣、綁架人形的黑幫集團，根據本人的說法是因為看不慣這種行為，出於正義感跟姐姐一起成立地下人形工作室。
經常能夠拿出極為高級的火控核心跟人形裝備、配件，是404小隊不可或缺的重要人物。
對於UMP45經常賴帳跟討價還價的行為感到頭疼，404小隊全員幾乎都欺負過他。
在「塌縮點」劇情中，UMP45為了保護HK416，被正規軍提豐坦克的雷射炮擊中，身體幾乎瀕臨死亡的境地，由於UMP45的型號太過老舊根本沒有合適的配件，德爾在情況緊急的情況下，用了一些特規零件修復了UMP45，保住了她一命。
丹德萊（OGAS）
存在于M4A1体内之特殊系统，实则为「伞」病毒所孕育之特殊系统，拥有自我意识并能与寄主人形产生共感，其理论来源于莱柯瑞斯为铁血工造而研发的OGAS协议。
目前M4A1与M16A1体内均觉醒了OGAS系统：M4A1之OGAS为清澈的女声，在系统觉醒后一直在暗地里辅助M4A1，但其存在却被M4A1所排斥；而M16A1之OGAS为低沉的女声，目前与M16A1为互相利用关系。
裂变链接行动剧情中揭示了OGAS之诞生条件：当战术人形注入「伞」病毒后，「伞」病毒将会缓慢转换为OGAS，若人形心智容量较低，则OGAS之转换生成可能会对人形心智产生不可逆之伤害，严重者甚至会心智熔毁。
裂变链接行动结尾M4A1之OGAS夺取了妮莫金意识消失后之躯体而获得了在现实活动之能力，并被M4A1带回格里芬。
主線第12戰役時在指揮官的提議下被M4A1命名為丹德萊。
简缇雅
官方漫画《人形之歌》中指代玩家指挥官的女性指挥官。
平日衣着与行为随性，但是拥有很强的指挥能力。

#### AR小隊
由16LAB特製的菁英人形所組成的小隊，由於作為隊長的M4A1具備高階的指揮模塊，能夠進行高效率的自律作戰。因為系統較為獨特，所以她們的心智雲圖無法備份，一旦陣亡便無法重建回原來的人格。目前M4A1与AR-15已回归AR小队，仅余M16A1尚未回归。
M4A1
聲優：戶松遙
AR小隊的隊長，本作的劇情核心角色。
性格冷静平淡，凛然清澈，但又因為經驗少而信心不足，常常陷入選擇恐慌與自我猜疑。兼具柔弱與堅毅的矛盾特質，有時顯得優柔寡斷，本人正努力克服這種搖擺不定的問題。
具有高級的人工智能，並搭載著類似人類情感的心智程序。少見的擁有指揮權限與戰術指揮模塊，有著指揮官級別的指揮能力，是AR小隊的現場指揮者。
身上似乎還暗藏著不為人知的秘密，倍受鐵血主腦關注，與主腦似乎有不知名的關聯。心智云图疑似由一名人类小女孩(露尼西亞)的脑部扫描而成，而此情报在裂变连接行动中得到帕斯卡的证实。体内存在名为“OGAS”之特殊系统，因此被铁血主脑视为目标。
現接任忤逆小隊隊長，异构体行动后回归格里芬并重新接任AR小队队长，個性與以前相比，已經更加成熟，但相對也顯得有些冷血。
M4 SOPMOD II
聲優：田村由香里
AR小隊的成員。平日裡活躍好動，心理年齡較小，總是被AR-15當做笨蛋看待。
使用的槍械是屬於M4突擊步槍系列的衍生型之一，現實世界的原型是由USSOCOM提出的開發計畫，計畫名稱為「Special Operations Peculiar Modification」，英文簡稱為「SOPMOD」中文翻譯可以稱為「特種作戰改進型」，M4 SOPMOD II就是該項計畫誕生的產物之一，立繪中槍械的改造配件不明。
在戰鬥中會表現出嗜血好戰的一面。
在AR-15「死亡」後，SOPMODII與RO635建立出深厚的友誼。
在RO心智雲圖被移到伺服器後仍保留著曾為RO作緊急供電的鐵血兵蟻，並請帕斯卡把兵蟻改裝成輔助裝備。
ST AR-15
聲優：加藤英美里
AR小隊的成員，冷靜穩重，責任心強，有點在意自己的平民出身，導致對榮譽有種偏執的追求欲。
使用的槍械為AR-15突擊步槍，現實世界的原型是由名為「Spike's Tactical」的美國公司，在10周年時推出的紀念槍種，被命名為「Spike's Tactical 10th Anniversary Ar-15」，心智改造後的ST AR-15使用的槍械改為兩把，分別為SPR（Special Purpose Rifle / 特別用途步槍）、SBR（Short Barrel Rifle / 短管突擊步槍）。
行動中總是有自己的想法，經常我行我素，在隊裡唱反調。但事實上很重視同伴，AR小隊的隊友受傷時會十分憤怒，甚至失去理智，有一種扭曲而偏執的同伴意識。在一次行动中试图和铁血主脑同归于尽，但不但没能摧毁主脑反而使自己陷入濒死状态。一度被格里芬认为已经阵亡，但事实上被忤逆小队所救，接受心智升级后加入忤逆小队，异构体行动后回归格里芬并重新加入AR小队。
心智升级后由于体内「伞」病毒之原因而长期关闭自身之齐纳协议以防止「伞」病毒在格里芬人形间传播及自身被铁血所侦测，也因此获得了免疫任何电子层面攻击之能力。
M16A1
聲優：山根希美
AR小組的成員，性格輕浮不羈，擅於活躍氣氛，還是個無可救藥的酒鬼。曾经和HK416是同事。
事實上作為豐富經驗的戰場老兵，是AR小隊的精神領袖，經常給M4A1鼓氣，並在關鍵時刻總會展現冷酷利落的一面，也因此成為M4A1最為信任和依賴的同伴。目前加入铁血工造并接受了铁血改造，站在了格里芬的对立面。为护送主脑离开与M4A1交战。在有序紊流行动中帮助了M4SOPMOD II和RO635。
是“蝴蝶行动”的参与者之一，并且是唯二幸存下来的人之一。其中一只眼睛被UMP45在蝴蝶行动中击中。
RO635
聲優：福原綾香
AR小隊的成員，帕斯卡派遣而來的協助者，是16LAB新開發的戰術人形。
所使用的槍械為RO635衝鋒槍，在現實世界的原型是由「柯特爾（Colt's Manufacturing Company）」公司推出的「Model 635」衝鋒槍，心智改造後RO635立繪所使用的衝鋒槍，由一間名為「Noveske」的美國公司推出的衝鋒槍，名稱為「Noveske Space Invader」。
擁有低級指揮權限，暫時代替因AR-15事件而陷入精神委靡狀態的M4A1領導AR小隊。
後來被軍方的軍官葉戈爾偷襲，素體嚴重毀損，幸好有SOPMODII搶救下，核心轉移到一個鐵血兵蟻身上，與SOPMODII分享心智運算，到達新基地後心智雲圖被移至伺服器暫存，直到帕斯卡為RO製造出新的素體為止。
後面劇情指出，RO其實是回歸AR小隊，從劇情夜戰4-4劇情中可看出15、16、RO的確是老相識。
從活動「有序紊流」也可以看出，RO本身與其他AR小隊成員都是同一時間出廠的，但是RO卻不像其他AR小隊一樣，擁有優先保護M4這樣的核心命令，RO曾經就在模擬戰中通過犧牲M4來獲得勝利。（因此被15說成是失敗品）。
而這本身似乎也是帕斯卡所希望的，不是出於命令去保護M4，而是出於對M4的仰慕和尊敬。
之所以能做到這一點（明明只是一個人形卻會「仰慕」和「尊敬」什麼人），劇情中帕斯卡也透漏了，這種可以培養的「感情」，人形的「感情」，正是萊柯的心血成果。
也正是因為這個原因，帕斯卡才把其調離AR小組，前往各種崗位，例如調色盤小隊「進修」，去『補充她的「感情」』。
比起其他AR小隊成員，新型的RO可以上載心智雲圖，但上次備份是與SOPMODII感情變好之前，所以SOPMODII為免RO忘記一切，被重創下仍選擇放棄部分零件以搶救RO的核心。
M4 SOPMOD II改造剧情中可得知其在与M4 SOPMOD II进行心智分离的作业期间狠狠地教训了建筑师与衔尾蛇。

#### 404小隊
神秘的特務小隊，暗地裡執行著不知是由誰指派的危險任務。有著特殊的權限，允許對任何阻礙行動的人形，無論敵我的予以攻擊。
UMP45
聲優：嶺內智美
404小隊的成員，也是實質上的隊長。
使用的槍械為UMP45，是現實世界中由「黑克勒&科赫」公司推出的衝鋒槍，UMP45的全名為「Universal Machine Pistol——UMP45」，中文翻譯可以稱為「.45口徑通用衝鋒槍」，是黑克勒&科赫為美國特種部隊開發的使用「.45 ACP」彈藥的戰鬥武器，彈匣外型為直長形狀容量為25發，槍枝大量採用非金屬材料，從而減輕了重量，降低了價格（MP5的一半左右），但是性能絲毫不輸給MP5，被世界各國的特種部隊跟特種警察廣泛使用，立繪中的槍械外型跟現實一致，裝配了全息瞄具，心智改造後的UMP45槍械配件由全息瞄具改為光學瞄具。
性格極為理智，奉行公事公辦的原則，專注於計算出小隊生存機率高的方案來完成任務，即便會犧牲其他人形也毫不猶豫。她以這種冷酷又不擇手段的方式率領404小隊存活至今。在塌缩点行动中为保护队友而重伤，目前已被修复并进行心智升级，一度因为没有备用眼球而成了独眼，裂变连接行动前夕修复，但保留了闭上单眼的习惯。
其真实身份是一名素體源自铁血的人形，被不明勢力所創造，和同是铁血的UMP40被安排進蝴蝶行動之中，並被設計成破壞整個行動的暗樁。原本在行動結束後會被遠端熔毀，但在40犧牲自己下得以倖存，現在為找出當年的真相而作為非法人形活動。
由於蝴蝶行動之後，參與的人形幾乎都被銷毀，所以她與M16A1是唯二倖存的當事人。當初與M16A1互相指稱對方是叛徒而交火，導致其中一只眼睛受伤。
UMP9
聲優：能登麻美子
404小隊的成員，UMP45的姊妹機。
使用的槍械為UMP9，是現實世界中由「黑克勒&科赫」公司推出的衝鋒槍，槍械口徑為9×19毫米，使用的彈藥為「9×19公釐帕拉貝倫彈」，彈匣是一般常見的彈匣，彈藥的容量為30發，槍枝大量採用非金屬材料，從而減輕了重量，立繪中的槍械外型跟現實一致，裝配了全息瞄具，另外加裝了皮卡汀尼導軌，心智改造後的UMP9槍械配件由全息瞄具改為光學瞄具。
活潑開朗、直來直去，非常自來熟，視隊友和指揮官為重要的家人，所以時常表現得沒有分際。
本人有著一定的電子戰能力，但是不如姐姐那麼強大，平時是當作UMP45的助手。
HK416
聲優：野中藍
404小隊的成員，沉默寡言的人形。只有在同伴面前話語會多一些，往往也都是毒舌。和冰冷的性格相反，運動和反射非常出色。
其原型是現實世界中由「黑克勒&科赫」公司推出的突擊步槍，其誕生原因是美國三角洲特種部隊對於M4突擊步槍有諸多的抱怨，希望能夠取得M4突擊步槍的升級替代品，黑克勒&科赫為此將G36突擊步槍的氣動系統跟M4突擊步槍的構造進行結合，原本命名為「HKM4」，但是因為「柯特爾（Colt's Manufacturing Company）」公司有著M4突擊步槍一系列的商標權，為了避免爭議將其改名為「HK416」，使用的彈藥為「5.56×45 NATO」，使用的彈匣為STANAG標準彈匣，彈藥容量為30發。
自我意識極端過剩，堅信自己是作戰能力最出色的人。不過在同伴面前很可靠，也信任身為領袖的UMP45所下達的指令。但對UMP45作為隊長這件事並不是很認同，很希望能取代她。
由於404小隊的處境不佳，十分嫉妒條件相對優越的AR小組，尤其是看起來沒什麼煩惱的M16A1和事事糾結的M4A1。
在塌缩点行动中表示404小队这种队员之间互相利用的小队并不适合她。
本应该是“蝴蝶行动”的参与者，但因为种种原因被M16A1踢出队伍。無法接受M16什麼理由都沒說就把她掃地出門的416甚至不惜抗令逃亡，成為非法人形流浪。後來在45的交易下以某些條件加入404小隊，決心有朝一日要回到格里芬。
宿舍背景与联动活动“瓦尔哈拉”之剧情中可得知其酒量并不好，即使只喝一杯啤酒都会发酒疯，会做出包括但不限于以下行为：大声叫嚷让G28忘了她
G11
聲優：福原綾香
404小隊的成员，懶散貪睡的小個子人形。
使用的槍械為G11突擊步槍，其原型是現實世界中是由黑克勒&科赫跟諾貝爾火炸藥公司（Dynamit Nobel）合作於1974~1990年，依照西德國防部的要求開發出來的突擊步槍，其彈藥採用十分少見的	4.73×33公釐「無殼彈」，其槍械性能非常的優秀，但是礙於柏林圍牆倒塌、蘇聯解體，華約解散，再加上G11本身過於複雜的結構，最終未被德國國防部採購，立繪中的G11跟現實世界中的樣貌一樣。
大部分時間都在犯懶，工作也是做到及格就罷手，被人欺負或者嘲笑都無所謂。但是必要時也會進入集中精神，用冷酷的方式完成任務。
原是流浪中的無主人形，在差點被混混帶走賣掉前，被當時同樣作為非法人形流浪的416救下。後為給予她自保的能力，讓德爾將其改造為戰術人形。

#### 忤逆小隊
由安洁莉娅指挥的精英军用戰術人形小隊，小队成员的性能远高于格里芬的民用人形。
M4A1
參見#M4A1
ST AR-15
參見#ST AR-15
AK-12
聲優：和氣杏未
忤逆小隊隊長，屬於电子战特化精英人形。代號「雪狼」。
使用的槍械為AK-12突擊步槍，其原型是現實世界中是由「卡拉什尼科夫集團」開發出來的突擊步槍，其目的是為了取代AK-74M突擊步槍，起初早期開發計畫是由伊茨瑪希工廠（ИЖМАШ）提出的，該公司後來跟「卡拉什尼科夫集團」合併，經歷了由設計師弗拉基米爾·茲洛賓（Vladimir Viktorovich Zlobin / Владимир Викторович Злобин）的原型設計，後由新任首席設計師謝爾蓋·烏祖姆采夫（Sergey Urzhumcev / Сергей Уржумцев）進行完善的設計，之後名為「АК-400」的突擊步槍誕生，AK-12是衍生型號之一，在經歷了俄羅斯國防部的測試後，在2017年1月份被俄羅斯國防部正式批准採購，正式名稱為「AK-12」，使用的彈藥為「5.45×39公釐」，彈匣是一般標準的彈匣，彈藥容量為30發。立繪中的AK-12跟現實世界的樣貌一致，裝配了全息瞄具。
有著白色長髮，平時緊閉雙眼以減少運算負荷，但不影響其視覺，看似和善，但說話十分尖酸刻薄且句句見血。战斗时会睁开双眼并将情感模块后置，以追求更高的作战效率。由于是军用规格的精英人形，拥有着比民用人形更加强悍的性能。
在偏振光行动中被叶戈尔发射的导弹波及而失去了半个身子，最后拿着RPK-16断气前给的炸药与军方机甲（AA02-負罪者 葉戈爾座駕）同归于尽。 雙連亂數中化名「露契婭」。 在鏡像論中牺牲，并在死前在RPK-16将队长权限移交给她。 由AN-94與AK-15心智劇情中得知其為狼群計畫2號機。
AN-94
聲優：沼倉愛美
忤逆小隊隊員，屬於战斗特化精英人形，平時沉默寡言，认为自己是AK-12的附属品，所以极为依赖AK-12，并完全听从于AK-12的命令。據AK-12所說，AN-94抗壓性極差，需要她的指揮才能發揮全力。外表看似坚强事实上有一颗脆弱敏感的心。
使用的槍械為AN-94突擊步槍，其原型是現實世界中是由「卡拉什尼科夫集團」製造出來的突擊步槍，由設計師根納金·尼科諾夫（Gennadiy Nikonov / Геннадий Николаевич Никонов）研發出來，蘇聯國防部於1981年提出名為「阿巴坎」的計畫，目的是為了取代AK-74突擊步槍，早期尼科諾夫設計的步槍被命名為「ASM」，再跟AK-74進行性能比較後，ASM明顯性能高出AK-74一節，在1997年，ASM以“5.45毫米尼科諾夫突擊步槍1994年型(AN-94)”的名義被俄羅斯軍方正式採用，由「卡拉什尼科夫集團」負責生產，使用的彈匣為30發或45發容量彈匣，或60發容量四排式彈匣，使用的彈藥為「5.45×39公釐」。立繪中的AN-94跟現實世界的樣貌一致，裝配了光學瞄具。
雙連亂數時化名「安提婭」。 在偏振光行动中被叶戈尔发射的导弹爆炸波及，為AK-12抵擋傷害被天花板碎片击中并牺牲。在鏡像論行动中被RPK-16在心智中留下后门程序而宕机。 核心由羅密於熵減焓增結尾轉交指揮官，於靜風點回歸並在行動中了結格雷。
心智升級劇情中揭露其為狼群計劃原型機，長相與肖本人極其相似，渴望獲得認同，被後繼機AK-15擊敗後失去信心，後於AK-12的帶領下逐漸走出自己的陰影。
AK-15
聲優：甲斐田裕子
忤逆小队最为骁勇的攻坚手，少言寡语。是全苏联最强大的人形。代號「白敖」。
使用的槍械為AK-15突擊步槍，其原型是現實世界中是由「卡拉什尼科夫集團」開發出來的突擊步槍，其目的是為了取代AK-74M突擊步槍，開發歷程跟AK-12一樣，是屬於「AK-400」的衍生型號之一，跟AK-12不同之處，是彈藥使用了「7.62×39公釐」，其整體性能跟AK-12一樣優秀。立繪中的AK-15跟現實世界的樣貌一致，裝配了全息瞄具。
战斗能力极其强悍。反感队长AK-12的做事风格。雙連亂數中化名「艾爾文」。 在鏡像論中展现了极为强悍的战斗能力。於鏡像論與格雷女士的戰鬥中犧牲。 核心由羅密於熵減焓增結尾轉交指揮官，於靜風點回歸，再度對決格雷並將其重創。 心智劇情中揭露其為繼94後的狼群計畫1號機，也是首位撘載「眼睛」的忤逆成員。在第一次與AK-12的合作行動中由於不服從AK-12指示導致了"零號事件"。曾於較量中輸給AK-12。
RPK-16
聲優：淵上舞
忤逆小队成员，非常的健談而且十分的開朗，讓人感覺容易相處。代號「銀狐」。雙連亂數中化名「蕾娜特」。
使用的槍械為RPK-16輕機槍，其原型是現實世界中是由「卡拉什尼科夫集團」開發出來的輕機槍，其目的是為了取代RPK-74輕機槍，其開發歷程結合了AK-12開發成果，是屬於「AK-400」的衍生型號之一，於2018年2月被俄羅斯國防部採購，使用的彈藥為「5.45×39公釐」，使用的彈匣容量為30、45或95（96）發。立繪中的RPK-16跟現實世界的樣貌一致，裝配了光學瞄具，使用的彈匣為大容量的彈鼓。
講話喜歡陰陽怪氣的，是小队中唯一一位使用轻机枪的成员。
渴望成为人类。在镜像论行动中投靠帕拉蒂斯。从她的言语中可以得知她的制作者为“肖”，没有给她的心智添加任何限制，並且擁有無法訪問的底層。
由AN-94與AK-15心智劇情中可推得其前身為肖的助理人工智能"娜迦"，全名"娜杰日達"，意謂「希望」。
為忤逆小隊最後一位成員，是肖的願望、理想、對人形的解讀，又名潘朵拉。自稱忤逆4號機，並表示對其而言AN-94永遠為1號機而非0號機。 RPK-16由始至終都在用自己的方式關心忤逆小隊的成員，曾多次開導AN-94與AK-15。

#### FN小隊
格里芬的戰術人形小隊之一，小隊所有成員使用的槍械都是來自比利時，由FAL為小隊隊長。
FAL
聲優：佳村遙
格里芬菁英戰術人形之一，言行高傲隨性，自稱追求品位不凡的事物，其實並沒什麼眼光，但因為資歷和實力都很強勁，大家都不便戳破這點。
使用的槍械為FAL突擊步槍，其原型是現實世界中是由比利時「埃斯塔勒國營工廠（Fabrique Nationale）」公司設計、研發、製造出來的突擊步槍，FAL全名為「Light Automatic Rifle」，中文翻譯可以稱為「輕型自動步槍」，FAL是世界上最著名步槍之一，曾是大量西方國家的制式裝備，有「自由世界的右臂」之稱。使用的彈藥為「7.62×51mm NATO」，使用的彈匣為直長型20、30發彈匣。立繪中的FAL跟現實世界的樣貌一致，裝配了光學瞄具。
FAL喜歡嘗試別的人形做不到的事情，所以FN小隊在她的率領下總是負責處理一些奇異的事件。
飼養著一名為「菲兒」的大白貂寵物。
非常的喜歡指揮官，經常想跟指揮官相處。
Five-seveN
聲優：藤田茜
格里芬菁英戰術人形之一，可愛機靈，有點小自戀的人形，自信的源泉並非實力，而是獨到的眼光。平日擅長撒嬌和講笑話，而戰鬥中即使遭遇失敗也能保持冷靜不會氣餒。
使用的槍械為Five-seveN手槍，其原型是現實世界中是由比利時「埃斯塔勒國營工廠（Fabrique Nationale）」公司設計、研發、製造出來的手槍，埃斯塔勒國營工廠為了推廣SS90、SS190彈種，而設計出的一款新型手槍，Five-seveN屬於半自動手槍，但是因為使用的彈藥穿透力太強，只能夠販售給軍警單位，一般平民無法持有。立繪中的Five-seveN跟現實世界的樣貌一致。
平時不太喜歡服從FAL的命令，認為自己跟FAL同等地位，經常想要把FAL踢出隊長職位，由自己來帶領FN小隊，但是在經歷煉金術士的襲擊後，Five-seveN認為自己的實力仍然不足，默認FAL是目前最適合帶領FN小隊的人，但是以下剋上的想法從來沒有消失過。
非常的喜歡指揮官，經常跟FAL爭搶跟指揮官相處的機會。
FN-49
聲優：御崎真美
格里芬戰術人形之一，個性十分容易緊張，容易依賴別人，反應相當的遲鈍（心智雲圖不如菁英人形），但是經常會幫忙開導迷惑的人形。
使用的槍械為FN-49步槍，其原型是現實世界中是由比利時「埃斯塔勒國營工廠（Fabrique Nationale）」公司製造，由比利時工程師「迪納多內·塞弗（Dieudonne J. Saive）」於1937年設計、研發的導氣式半自動步槍，其設計之初是為了取代手動單發毛瑟步槍，但是因為納粹德國攻陷比利時，塞弗只能夠逃到英國繼續設計，原本英國政府打算採購，但是因為第二次世界大戰結束，已經沒有需求訂單便被取消掉，1949年塞弗回到比利時正式推出FN-49，被非洲、南美一些國家少量使用，使用的彈藥為「7.92×57公釐毛瑟彈」。立繪中的FN-49跟現實世界的樣貌一致。
作戰能力雖然不如菁英人形強大，但是有著豐富的作戰經驗，其資歷足以被FAL承認，為此被FAL拉入FN小隊。
經常擔當FN小隊的調和人物，隊員之間的嫌隙她都能夠很好的解決，Five-seveN曾經被她開導過。
FNC
聲優：八劍堇
格里芬戰術人形之一，單純可愛的小女孩，擁有不錯的實力卻很少有危機意識，總是給人軟趴趴的印象，同時是個超級吃貨，擁有任何時候都能進食的特技，非常喜歡各種甜食，特別是巧克力。
使用的槍械為FNC突擊步槍，其原型是現實世界中是由比利時「埃斯塔勒國營工廠（Fabrique Nationale）」公司於1970年代中期生產、研發的突擊步槍，FNC原型是基於FN CAL突擊步槍的構造進行修改，由於FN CAL突擊步槍結構複雜、造價高昂，才促使了FNC的誕生，比利時國防軍於1989年正式汰換FAL，以FNC為軍隊制式步槍，使用的彈藥為「SS109彈藥」、「M855步槍彈」兩種，採用30發北約STANAG標準的彈匣。立繪中的FNC跟現實世界的樣貌一致。
在FN小隊中經常負責斥候先鋒的任務，將前線敵情的資料回報給隊長FAL。
F2000
聲優：德井青空
格里芬戰術人形之一，十分的在乎同伴，即便自己身陷絕境，也把同伴的安全放在第一優先順位。
使用的槍械為F2000突擊步槍，其原型是現實世界中是由比利時「埃斯塔勒國營工廠（Fabrique Nationale）」公司，於2001年3月在阿拉伯聯合大公國阿布達比舉行的IDEX展覽會上首次正式展示的突擊步槍，其設計基礎是源自於FN P90，採用犢牛式布局，使用的彈藥為「5.56×45mm NATO」，採用30發北約STANAG標準的彈匣。立繪中的FNC跟現實世界的樣貌一致，裝備了1.6倍瞄準鏡。
在第六章夜戰劇情中被煉金術士捕獲，聽到煉金術士說T91成功逃離追殺後鬆了一口氣，後被FAL跟Five-seveN營救出來。
芭莉斯塔
聲優：本多真梨子
格里芬菁英戰術人形之一，根據FAL的說法，芭莉斯塔屬於FN小隊的核心成員之一。
使用的槍械為FN弩炮精確狙擊步槍，其原型是現實世界中是由比利時「埃斯塔勒國營工廠（Fabrique Nationale）」公司製造的步槍，其目的是為了競標美國特種作戰司令部（USSOCOM）對於.338口徑狙擊平台的需求，但是因為埃斯塔勒國營工廠採用的規格是自家標準，並未使用國際通用的規格，難以跟其他老牌廠商競爭，最後輸掉了這場競標案，也因為自家的特殊規格，目前並未看到有國家採購使用，FN弩炮精確狙擊步槍有三種口徑，使用的彈藥分別為「.338拉普麥格農」、「.300溫徹斯特麥格農」、「.308 Winchester」三種。立繪中的芭莉斯塔跟現實世界的樣貌一致。
經常在外執行任務進行獨立作戰任務，於塌縮點隱藏劇情中率領FN小隊返回指揮官的撤離基地。
飼養著一隻鶚作為寵物。

#### 調色盤小隊
格里芬的戰術人形小隊之一，是為了測試RO635的指揮模組所暫時成立的小隊，小隊所有成員使用的槍械國籍剛好對應了五大常任理事國，早期由RO635為小隊隊長，現任隊長未知。
RO635
參見#RO635
馬卡洛夫
聲優：上坂堇
格里芬戰術人形之一，是個高材生，非常聰明，很有指揮能力，但是不會給人擺架子，相當的討厭星條旗戰術人形的「個人英雄主義」，為此經常吐槽。
使用的槍械為馬卡洛夫手槍，其原型是現實世界中是由蘇聯「伊熱夫斯克機械工廠（Izhevsky Mekhanchesky Zavod / Ижевский Механический Завод）」公司製造的手槍，由尼古拉·費奧多羅維奇·馬卡洛夫（Nicolai Fedorovich Makarov / Никола́й Фёдорович Мака́ров）於1940年設計、研發，參照了蘇聯工程師「Boris V.Syomin」設計的名為「PP39」9×18公釐手槍，用來取代納甘M1895轉輪手槍及托卡列夫手槍，1951年成為蘇聯跟華沙公約國家制式手槍，因為構造簡單、價格便宜、容易製造。立繪中的馬卡洛夫跟現實世界的樣貌一致。
在第四章夜戰劇情中現身臨時加入調色盤小隊，來支援RO635的任務，於第7章緊急劇情中正式加入調色盤小隊，與M16A1一起行動救回M4 SOPMOD II。
十分的在乎RO635，深怕RO635出了一點意外，但是不喜歡讓RO635發現自己這個樣子，在調色盤小隊據點遭到鐵血「木星炮」轟炸的時候，馬卡洛夫幾乎情緒失控的想要確認RO635的安危，甚至差點哭了出來。
在經歷「塌縮點」、「有序紊流」事件後，在格里芬的基地中看到重傷的M4 SOPMOD II，立刻上前去詢問RO635的狀況，在聽到635沒事後鬆了一口氣，希望SOPMODE II 能夠替她跟635轉達，實際上馬卡洛夫並不知道RO635已經被SOPMOD II 變成兵蟻了。
92式
聲優：三森铃子
在調色板小隊中，負責作為RO635的副官，喜歡惡作劇而且特別喜歡惡整RO635，經常把635嚇得不輕，但是在惡作劇完後會告訴RO635她的問題在哪裡，經常對調色板小隊的成員吐槽。
使用的槍械為92式手槍，其原型是現實世界中是由中華人民共和國「北方工業」公司製造的半自動手槍，其構造是參考了「貝瑞塔92手槍」，槍枝外型則跟「HK USP手槍」類似，彈藥採用「9公釐魯格彈」、「DAP92式9公釐普通彈」兩種，彈匣容量為10／15發。立繪中的92式跟現實世界的樣貌一致。
過去可能是M99、95式小隊的成員之一，92式跟中華人民共和國槍械人形關係十分要好。
司登MkⅡ
聲優：大門香實
格里芬戰術人形之一，十分的活潑，對於任務專注認真，在小隊裡經常跟AAT-52一搭一唱，為調色盤小隊注入不少活躍的氣氛。
使用的槍械為司登MkⅡ衝鋒槍，其原型是現實世界中是由英國在二次世界大戰中緊急製造的衝鋒槍，因為美國提供的「湯普森衝鋒槍」對英國來說太過昂貴，英國決定自行生產一款能夠使用「9公釐魯格彈」、價格便宜、製造簡單、能夠大量生產的衝鋒槍，隨後司登衝鋒槍誕生了，上述的要求都實現了，但是取而代之的是極其嚴重的卡彈跟槍枝走火事件頻繁的發生，是歷史上最臭名昭著的槍械之一，立繪中的司登MkⅡ跟現實世界的樣貌一致，並未裝備任何配件，心智改造後的司登MkⅡ裝備了一管消音器。
在調色盤小隊裡擔當斥候偵查的角色，負責把得到的敵方前線情報轉達給RO635。
在「偏振光」劇情中，聽從指揮官的命令跟AAT-52一起挖戰壕，來抵擋葉戈爾率領的正規軍部隊，但是遭到猛烈的火炮轟炸導致司登跟AAT-52無法離開地下掩體。
AAT-52
聲優：內山夕實
格里芬戰術人形之一，在被RO635跟92式救了以後加入調色盤小隊，在隊伍裡擔當火力支援的角色，個性上是一名不折不扣的笨蛋，不知天高地厚的認為菁英人形都是她的助手，在隊伍裡經常炒熱氣氛，是個活寶。
使用的槍械為AAT-52通用機槍，其原型是現實世界中是由法國「聖-艾蒂安兵工廠（Manufacture d'Armes de St-Etienne）」公司（簡稱為：MAS公司）於1952年開發、製造的通用機槍，其誕生原因是法國在吸取越南反法戰爭後失敗的經驗，當初的法國槍械都是由美國跟英國來提供，但是因為規格上的不同，導致法國的後勤單位處於混亂的狀態，為此法國決心自行製作槍械，後來由MAS公司推出「AAT-52」通用機槍，AAT-52全名為「Arme Automatique Transformable Modèle 1952」，成為了法國軍隊的制式通用機槍，起初使用的彈藥為「7.5×54mm法國步槍彈」，但是因為北約在美國的要求下把標準換成「7.62×51mm NATO」，法國也相應的把彈藥換成「7.62×51mm NATO」。立繪中的AAT-52跟現實世界的樣貌一致。
RO635對AAT-52取的綽號叫「滿嘴胡話的番茄」，AAT-52經常說出一些言論激怒調色盤小隊的成員，所有人幾乎都罵過她（司登MkⅡ除外），跟司登MkⅡ關係十分要好，兩人經常拌嘴。
在「偏振光」劇情中，聽從指揮官的命令跟司登MkⅡ一起挖戰壕，來抵擋葉戈爾率領的正規軍部隊，但是遭到猛烈的火炮轟炸導致司登跟AAT-52無法離開地下掩體。

#### 內蓋夫小隊
格里芬的戰術人形小隊之一，小隊所有成員使用的槍械都是來自以色列，由內蓋夫為小隊隊長。
內蓋夫
聲優：諏訪彩花
格里芬菁英戰術人形之一，有著高傲自大的性格，總是以專家和戰鬥狂自詡，雖然實力確實出色，但實際上內心很沒自信，行動中吃癟後會顯得格外沮喪，對格里芬敵人經常無情的趕盡殺絕，有著極強的領導能力跟判斷能力。
使用的槍械為內蓋夫輕機槍，其原型是現實世界中是由以色列的「以色列軍事工業（Israel Military Industries / התעשייה הצבאית）」製造商（簡稱為：IMI）於1990~1995年開發、製造的輕機槍，是基於「FN Minimi」的構造進行設計、研發出來的，於1997年被以色列國防軍（IDF）正式採用，使用的彈藥為「5.56×45mm NATO」，使用150發M27彈鏈，35發盒式彈匣或STANAG彈匣。立繪中的內蓋夫跟現實世界的樣貌一致，裝配了全息瞄具，使用彈鏈供彈。
在第九章緊急劇情中，由RO635跟M4 SOPMOD II 負責把鐵血菁英人形「法官」引誘出來，在法官被引誘出來後內蓋夫命令小隊全體成員對法官開火，但是全部都被法官擋了下來，面對法官壓倒性的實力下，所有人全部敗北都被癱瘓掉，法官隨後搭乘運輸機離開，但是內蓋夫仍然完成營救RO635跟M4 SOPMOD II 的任務。
在第七章夜戰劇情中，可以得知「傑里科」，是內蓋夫的前輩。
TAR-21
聲優：舞原夢
格里芬戰術人形之一，性格冷靜禮貌，有令人感覺是顧問的形象，以自己是新型武器而充滿自信，無論是處理事件，還是與指揮官相處都十分精明，精打細算到有點不近人情。
使用的槍械為TAR-21突擊步槍，其原型是現實世界中是由以色列的「以色列軍事工業（Israel Military Industries / התעשייה הצבאית）」製造商（簡稱為：IMI）開發、製造的突擊步槍，採用犢牛式布局，TAR-21全名為「Tavor Assault Rifle - 21st Century」，中文可以翻譯為「塔沃爾21世紀突擊步槍」，曾經一度是以色列步兵旅的制式突擊步槍（現在已經退居二線），使用的彈藥為「5.56×45mm NATO」、「9公釐魯格彈」兩種，使用的彈匣有「STANAG彈匣」、「C-Mag彈鼓」。立繪中的TAR-21跟現實世界的樣貌一致，裝配了全息瞄具。
內蓋夫小隊的作戰主力成員，是內蓋夫小隊不可或缺的戰鬥人員。
加利爾
聲優：御手洗花梨
格里芬戰術人形之一，做事十分的可靠，有著相當優秀的身手，為了配合內蓋夫經常做出了不少的努力，被內蓋夫無條件的信任著，跟小隊成員培養出了良好的默契。
使用的槍械為TAR-21突擊步槍，其原型是現實世界中是由以色列的「以色列軍事工業（Israel Military Industries / התעשייה הצבאית）」製造商（簡稱為：IMI）製造的突擊步槍，由以色列工程師以色列·加利爾（Yisrael Galili）和雅各布·利奧爾（Yaacov Lior）於1971年在拉馬特沙龍進行設計，其誕生原因是以色列國防軍的FN FAL突擊步槍無法適應沙漠環境，為了解決此問題IMI開始著手設計取代槍械，槍械有兩種口徑，使用的彈藥為「5.56×45mm NATO」、「7.62×51mm NATO」兩種，5.56公釐型號屬於突擊步槍、7.62公釐型號屬於戰鬥步槍。立繪中的加利爾跟現實世界的樣貌一致，心智改造後的加利爾加裝了全息瞄具、導軌整合系統、皮卡汀尼導軌。
在第六章主線劇情中，內蓋夫小隊陷入危機的時候，加利爾被內蓋夫指派去跟AR小隊會合，讓AR小隊支援她們，之後加利爾帶領支援成功解圍。
微型烏茲
聲優：大西沙織
格里芬戰術人形之一，有著看似直截了當的性格，但也因為這樣導致很多時候會被當成自大的笨蛋。事實上本人卻意外的通曉情理，有著很會照顧人的一面，不過本人極力否認這一點。
使用的槍械為微型烏茲衝鋒槍，其原型是現實世界中是由以色列的「以色列軍事工業（Israel Military Industries / התעשייה הצבאית）」製造商（簡稱為：IMI）1986年推出的衝鋒槍，其型號是烏茲衝鋒槍系列中最小的，易於隱蔽攜帶，適合作為保鏢和個人自衛武器，但是需要經過專門訓練才能安全使用。立繪中的加利爾跟現實世界的樣貌一致，手上雙持兩把，心智改造後的微型烏茲裝配了消音器、全息瞄具，手上改為持有一把。
是內蓋夫小隊的前線偵查人員，經常跟加利爾一起行動獲取有關敵方的情報，將情報回給內蓋夫，如果微型烏茲的行動失敗，本人會非常的氣餒認為自己讓內蓋夫失望，加利爾為此時常安慰她。

#### ATK小隊
格里芬的戰術人形小隊之一，由K2為小隊隊長。
K2
聲優：藤井幸代
格里芬菁英戰術人形之一，性格相當開朗且認真，喜歡照顧後輩。雖然自己不擅長吃辣，卻格外喜歡超辣燒烤料理跟炸雞。
使用的槍械為K2突擊步槍，其原型是現實世界中由大韓民國的「大宇精密工業」研發製造的突擊步槍，設計基礎是運用M16突擊步槍的構造，再導入導氣活塞進行各種的改造，使用的彈藥為「5.56×45mm NATO」，使用的彈匣有「STANAG彈匣」、「C-Mag彈鼓」，現在作為韓國陸軍制式輕武器。立繪中的K2跟現實世界的樣貌一致。
在「偏振光」時間線中，率領ATK小隊騷擾正規軍部隊，為指揮官拖延時間，但是面對壓倒性的火力差距，ATK小隊全員幾乎無力招架，之後指揮官所在的「阿爾戈列車炮」遭到「岸防砲」的炮彈命中，劇烈的爆炸幾乎徹底摧毀整台列車，小隊全員在看到後幾乎陷入絕望，但是K2深信指揮官還活著，要求全員不要放棄希望，最後K2下令小隊成員分開行動，防止所有人被徹底殲滅掉，由K2自己跟AEK和TMP來拖住軍方腳步，雷電跟M950A負責營救指揮官。
M950A
聲優：古賀葵
格里芬菁英戰術人形之一，經常獨來獨往，對身邊的人總是冷言冷語，但行動很積極，其實希望別人注意到自己的優點，結果常常事與願違，個性是屬於外冷內熱的類型。
跟小隊裡的雷電關係十分的要好，兩人經常一起相處。
使用的槍械為M950A半自動手槍，其原型是現實世界中由美國的「卡利科輕武器系統公司（Calico Light Weapons Systems）」研發製造的半自動手槍，起初其設計並非用於軍事方面，而是美國民間打靶的創意發想，但是公司負責人看到軍事方面有商機，便開發了卡利科950手槍，該槍械的特點是有著超大容量的特殊彈匣，彈藥容量高達50發跟100發，遠超過一般手槍的容量，使用的彈藥為「9公釐魯格彈」。立繪中的M950A跟現實世界的樣貌一致，並未裝備任何配件，心智改造後的M950A裝配了導軌整合系統、皮卡汀尼導軌。
在「偏振光」時間線中，在K2下令分開行動後，M950A跟雷電一起行動負責營救指揮官，但是兩人很快被正規軍小隊追上，在行動中M950A雙腿被炸斷只能夠依靠雷電攙扶，而且自己還陷入昏迷，就在兩人遭到正規軍小隊包圍且快被消滅的時候，一台「原型妖精」偷偷趁正規軍小隊被其他妖精吸引注意的時候，拆下自己的身體用來進行M950A的修復跟升級，在經歷過升級的M950A實力大增，一個人輕鬆的消滅掉數名正規軍士兵，將雷電移動至安全處後，決定做為誘餌去吸引另一批正規軍部隊，最後M950A把部隊引誘至地下道再射斷支撐梁柱，活埋了地下道所有的正規軍部隊（包括自己），隨後受創的M950A徒手從地底裡面爬出來，跟正規軍軍官展開戰鬥。
雷電
聲優：桑原由氣
格里芬戰術人形之一，一個不會在臉上表現喜怒哀樂的人形少女，說話總是平淡的語氣，但實際上想法和感情都很細膩。平時習慣通過大威力的槍擊來發泄自己的感情，為此對武器的威力有著很高的要求，跟M950A一樣個性是屬於外冷內熱的類型。
跟小隊裡的M950A關係十分的要好，兩人經常一起相處。
使用的槍械為雷電單發後膛裝填手槍，其原型是現實世界中由美國的「Triple Action LLC」公司製造的大口徑單發後膛裝填手槍，其功能幾乎是所有手槍裡的異類，所使用的彈藥為「12.7×99mm NATO」，彈藥容量為一發，後座力非常的巨大，因為跟手槍的用途差距太大，而且彈藥裝填過於麻煩，最終無人採購，但是其獨特的設計卻為觀看者帶來了深刻的印象。立繪中的雷電跟現實世界的樣貌一致。
在「偏振光」時間線中，依照隊長K2的要求跟其他隊員分散，跟M950A一起行動，在M950A雙腿被炸斷後，雷電把昏迷的M950A帶進廢棄的安全屋，以躲避正規軍小隊的追殺，為了保護M950A雷電決定吸引正規軍士兵的注意，但是就在要行動的時候，雷電遭到士兵投擲的EMP手雷干擾，徹底的當機陷入昏迷，之後雷電被M950A移動至臨時據點的修復槽，在M950A要離開的時候雷電仍然十分的擔心她，希望M950A一定要平安回來，並且稱讚M950A的升級外型很帥。
AEK-999
聲優：津田美波
格里芬戰術人形之一，率性而為的人形少女，持有行動總是優先於計算的賭徒心理，相信直覺是通往真理的捷徑，時常從節奏感強烈的音樂中汲取戰鬥靈感。
使用的槍械為AEK-999通用機槍，其原型是現實世界中由俄羅斯聯邦的「	科夫羅夫機械廠（Kovrov Mechanical Plant）」（簡稱為KMZ兵工廠）製造的通用機槍，僅少量裝備於俄羅斯內衛部隊，使用的彈藥為「7.62×54mmR」。立繪中的AEK-999跟現實世界的樣貌一致。
本人非常的喜歡駕駛重型機車到處旅遊，尤其是飆車的快感。
在「偏振光」時間線中，依照隊長K2的要求跟隊長、TMP一起拖延正規軍的腳步。
TMP
聲優：木船幸步
格里芬戰術人形之一，性格十分的怕生且寡言少語，除非有人有她聊天，非常的在乎小隊的成員似乎很討厭孤單的感覺，跟「RFB」是遊戲同好者。
使用的槍械為斯泰爾TMP衝鋒槍，其原型是現實世界中由美國的「斯泰爾-曼利夏（Steyr Arms）」研發製造的衝鋒槍，TMP的全名為「Tactical Machine Pistol」，中文可以翻譯為「戰術衝鋒手槍」，是一支很緊湊、很輕巧的衝鋒槍，使用的彈藥為「9公釐魯格彈」，彈匣容量為15~30發。立繪中的TMP跟現實世界的樣貌一致，裝配了皮卡汀尼導軌。
在「偏振光」時間線中，依照隊長K2的要求跟隊長、AEK-999一起拖延正規軍的腳步。

#### 其他戰術人形
UMP40
聲優：上間江望
UMP45的真正同型號姐妹，与45同为铁血工造制作之人形，是45最要好的且最珍貴家人和摯友。
蝴蝶行动期间被接受干扰蝴蝶行动使行动失败的任务，且察觉自己与45为同源心智。40是「鑰匙」、45是「備份」，若自己若无法完成任务时45就会被控制以继续完成任务。在完成任务后心智开始溶解，40为了保护45而要求其枪杀自己，留下讓45活命的機會。45逃離蝴蝶行動現場後，為了替40以及蝴蝶行動中犧牲的人形報仇，最終組織了404。
| 手槍     | M1911、柯爾特左輪、納甘左輪、PPK、P-08、C96、維爾德MkII、托卡列夫、馬卡洛夫、斯捷奇金、SPP-1、FNP-9、M9、格洛克17、P7、Mk23、MP-446、謝爾久科夫、92式、M950A、灰熊MKV、59式、NZ-75、PSM、Bren Ten、USP Compact、Five-Seven、P99、CZ75、CZ52、阿斯特拉左輪、HK45 、 竞争者、SIG P226、雷電、K5、GSh-18、MP-443、蟒蛇、MP-448、Px4 風暴、杰里科、TEC-9、P22、HS2000、PA-15、P30、沙漠之鷹、VP70、C-93、韋伯利、HP-35、WKp、Rex Zero 1、QSB-91、蜂鳥、德林加、ZiP .22、PPQ、芮諾、P290、M327、柯爾特沃克、P10C、VP9、P2000、柯爾特M1851N 諾艾兒•梵密利歐（合作角色）、 德莉莎（合作角色）、 琪亞娜•卡斯蘭娜（合作角色）、克莉爾（合作角色）、菲爾（合作角色）、吉爾·斯汀雷（合作角色）、賽伊·朝霧（合作角色）、山田多惠（合作角色）、 草薙素子（合作角色）、 艾薇塔（合作角色） |
| 衝鋒槍   | MP-40、湯姆森、斯登、PPSh-41、PPS-43、m45、索米、貝瑞塔M1938衝鋒槍、M12、M3、Specture M4、Z-62、MAC10、蠍式、64式、MP5、希普卡、IDW、FMG-9、PP-2000、VECTOR、SCW、EVO 3、PP-19、PP-19-01、PP-90、79式、SR-3MP、G36C、TMP、MT-9、F1、KLIN、T77、OTs-39、蜜獾、MP7、K7、一〇〇式、C-MS、Cx4 風暴、AK-74U、PM-06、JS 9、P90、X95、PM-9、MP41、MAT-49、KAC-PDW、43M、CF05、SAF、MAS-38、Lusa、AUG Para、SUB-2000、AR-57、VP1915、PPD-40、維涅龍M2、SP9、斯特林、MPK、MPL、Erma、APC9K、Jatimatic、歐文、82式、Kel-Tec P50 多蘿西·海茲（合作角色）、荷莉葉特（合作角色）、小邪神（合作角色）、星川莉莉（合作角色）、 黑卡蒂（合作角色） |
| 步槍     | 春田、莫辛-納甘、李‧恩菲爾德、Kar98k、漢陽造88式、M1加蘭德、M1A1、WA2000、SVT-38、PTRD、西蒙諾夫、G43、M14、FN-49、BM-59、Ots-44、56式半、M21、PSG-1、SVD、SV-98、NTW-20、Super SASS、M99、SSG 69、IWS2000、八一式馬、WZ29、DSR-50、G28、PzB39、獵豹M1、T-5000、芭莉斯塔、SRS、XM3、TAC-50、SM-1、JS05、卡爾卡諾M1891、卡爾卡諾M91/38、OBR、Mk 12、M82A1、SPR A3G、RT-20、K31、KSVK、偵察者、M200、隼、QBU-88、R93、T-CMS、四式、SSG3000、Zas M76、SL8、塔布克、C14、VSK-94、劉式步槍、蒙德拉貢M1908、GM6 Lynx、SVCh、Savage 99、德利爾、TF-Q、Saiga 308、SCAR-H、M110、QBU-191、博斯、馬提尼‧亨利、SIG CROSS、SIG M400 雷電芽衣（合作角色）、 布洛妮婭•扎伊切克（合作角色）、史黛拉·星井（合作角色）、黎各（合作角色）、佩珂拉（合作角色）、水野愛（合作角色）              |
| 突擊步槍 | StG44、FAL、RFB、AK-47、G3、G36、SIG-510、FNC、加利爾、56-1式、63式、OTs-12、OTs-14、AS VAL、9A-91、L85A1、F2000、G41、TAR-21、ART556、ARX-160、CZ-805、95式、97式、AR-70、6P62、FAMAS、利貝羅勒、ASh-12.7、AK5、T91、T65、CZ2000、Zas M21、K2、XM8、Model L、AUG、MDR、A-91、SAR-21、K11、03式、64式自、馬蓋爾、EM-2、HK33、ADS、ACR、INSAS、SIG-556、R5、CR-21、89式、M82、Vepr、AK-Alfa、S-ACR、StG-940、VHS、FX-05、菲德洛夫、SIG MCX、TKB-408、A-545、APC556、FARA83、KH2002、SCR、QBZ-191、CMR-30、AR-18、SCAR-L、MSBS、VBR、HK433、CM901、貝奧武夫、Mk.18 無量塔姫子（合作角色）、安潔麗卡（合作角色）、梅杜莎（合作角色）、源櫻（合作角色）、紺野純子（合作角色）、江崎普琳（合作角色）                                                                              |
| 機槍     | MG34、MG42、FG42、DP28、M1919A4、M1918、M2HB、布倫、MG3、M60、RPD、M249 SAW、AAT-52、PK、Mk.48、LWMMG、MG4、MG5、內蓋夫、阿梅利、FG42、HK23、80式、HK21、PKP、AEK-999、88式、MK46、62式、UKM-2000、路易士、紹沙、MG36、K3、M1895 CB、Kord、CAR、ZB-26、PM1910、RPK-203、MG338、LS26、M240L、LAMG、MG15、FM24、XM556 阿爾瑪·阿瑪斯（合作角色）、克拉耶絲（合作角色）、花園百合鈴（合作角色）、夕霧（合作角色）、水金鈴鹿（合作角色） |
| 霰彈槍   | RMB-93、KS-23、M500、97式霰、M590、M37、KSG、M1887、M1897、NS2000、 USAS-12、 S.A.T.8、SPAS-12、Super-Shorty、Saiga-12、M1014、FP-6、AA-12、M870、Six12、DP-12、CAWS、解放者、高標10型、防衛者、TS12、LTLX7000、V-PM5、M6 ASW、HK512、FO-12、M26-MASS、新星、MAG-7、MK3A1、SPAS-15、UTS-15、TPS、史蒂文斯520、史蒂文斯620 艾爾菲爾特•華倫泰（合作角色）、希兒（合作角色）、達娜·贊恩（合作角色）、崔耶拉（合作角色）、米諾斯（合作角色）、二階堂咲（合作角色） |

### 鐵血工造
莱柯瑞斯
前90wish成員，擅长人工智能领域的学术研究。三战结束后，作为雇员被铁血工造聘用，主导铁血的人形研发工作。
在“蝴蝶行动”事件中意外身亡，他的死亡导致铁血工造主脑“伊莱莎”暴走并指挥铁血人形把铁血工造内所有人类雇员灭口后向人类宣战，是引发少女前线故事的导火索。
主腦（エリザ / Elisa）
「萊柯研發的高級人工智慧，發令者只需要一個簡單的指令，作為主機的“伊萊莎”便能自主運算出合理的行動方案。這個高級AI主機配套有一支專屬的戰術人形部隊，主機可以通過網絡系統遠程操縱這些人形去執行自己的方案。
但事實上的“伊萊莎”並不是一個單純的AI程序。萊柯的最終目的，是製作一個擁有自我意識，和人類一樣思考、感知的，完美的人工智慧。在蝴蝶事件後“伊萊莎”獲得了實體，並接管所有鐵血人形，為了為“父親”萊柯復仇，開始攻擊所有目擊到的人類和鐵血以外的戰術人形。同時，她希望成為“父親”萊柯心中完美的AI——那就是獲得與人類別無二致的心智，開始從父親大人的資料中尋找完美的AI樣本。」
聲優：高橋李依
鐵血後方指揮人形和精英防禦人形的直屬上級，也是現今鐵血工造的最高級統治者。
真實身分為萊柯所研發的高級人工智能「伊莱莎」，在蝴蝶事件後獲得了實體，並接管所有鐵血人形。之後為了替「父親」萊柯復仇而引發動亂。
代理人（エージェント / Agent）
聲優：生天目仁美
鐵血工造的後方指揮人形，如其代號「代理人」一般，是遵從並實行主腦意志的存在。
負責伊萊莎與下屬鐵血人形的溝通工作和後勤管理，所有作戰人形都直接聽從她的命令，地位極高。無論戰鬥還是指揮都很擅長，可以指揮所有作戰人形。
冷靜平淡，有條不紊的言行做派，對敵我都會用尊敬的語氣，但實際上除了對主人十分尊重之外，稱呼他人的詞彙都很低劣，尤其對於格里芬更是充滿藐視。
稻草人（スケアクロウ / Scarecrow）
「擅長收集和分析情報，並不擅長正面作戰，在鐵血人形中地位較低。
理性派，無口毒舌，總於職守，鄙夷感性，面對感情豐富卻只懂得服從的格里芬人形充滿優越感。」
聲優：奧野香耶
鐵血工造的先遣偵查人形，擅長收集和分析情報，並不擅長正面作戰，在鐵血人形中地位較低。
劊子手（エクスキューショナー / Executioner）
「相當於精英斥候，比稻草人地位稍高，兩人經常搭檔。
莽撞衝動，大大咧咧的女漢子，熱衷於堂堂正正的戰鬥，並不喜歡欺負弱者。」
聲優：伊藤靜
鐵血工造的先遣作戰人形，相當於精英斥候，地位比稻草人稍高，兩人經常搭檔。
獵手（ハンター / Hunter）
「機動和智能都比較高，擅長騷擾和追擊作戰，需要稻草人與劊子手的配合才能發揮最強的實力。
沉著冷靜，喜歡用各種手段將敵人逼到走投無路再活捉，面對格里芬十分高傲，但不屑於使用過於卑劣的手段。」
聲優：萩原あみ
鐵血工造的機動作戰人形，機動和智能都比較高，擅長騷擾和追擊作戰。
干擾者（イントゥルーダー / Intruder）
「負責提供作戰策略，也擅長破解和干擾工作，可以直接指揮作戰人形，是稍高級的人形，直接對計量官負責。
優雅溫和的言行背後，令人感到的是巨大的空洞，喜歡人類的喜劇，可能是希望從中找到屬於自己的個性。」
聲優：大坪由佳
鐵血工造的支援指揮人形，負責提供作戰策略，也擅長破解和干擾工作。具有直接指揮作戰人形的權限，是屬於較高位的人形，直接對計量官負責。
破壞者（デストロイヤー / Destroyer）
「擅長爆破任務，解除炸彈也是專家級的。作戰能力也不錯，和鍊金術士有時會搭檔。
平時高傲、毒舌，實際上是個傲嬌，有點小孩子脾氣，逼急了會哭鼻子，十分在意自己的身高。」
聲優：高田憂希
鐵血工造的支援作戰人形，擅長爆破任務，解除炸彈也是專家級的。作戰能力也不錯，和鍊金術師有時會搭檔。
一度讓夢想家改造成了女神型破壞者「Elite」。
鍊金術士（アルケミスト / Alchemist）
「擅長應對各種戰術需求，也精通審訊逼供，是鐵血作戰的精英，和破壞者有時會搭檔。
狂妄自大，囂張而殘忍，為達到目的不擇手段，有施虐傾向，將格里芬視為滿足欲望的玩物，不過心理成熟，可以為鐵血的同伴挺身而出。」
聲優：佐藤有世
鐵血工造的特種作戰人形，擅長應對各種戰術需求，也精通審訊逼供，是鐵血作戰的精英，和破壞者有時會搭檔。
夢想家（ドリーマー / Dreamer）
「偏向作戰能力，擁有超遠距離定點打擊的能力，由伊萊莎直接下令指揮，是蝴蝶事件之後才製造的人形，因為自身能力不需要正面出擊，所以平時只呆在鐵血總部，以捉弄法官為樂。
優雅的笑容中透著傲慢和難以捉摸，精神狀態極不穩定，總是以自我為中心，作戰中會露出瘋狂而不受控制的一面，加上可怕的破壞力，連同伴的安危都不會考慮，所幸的是通常不會出現在正面戰場上。」
聲優：奧野香耶
鐵血工造的精英防禦人形，由伊萊莎直接下令指揮，是蝴蝶事件之後才製造的人形。
專長偏向作戰能力，擁有超遠距離定點打擊的能力。因為自身能力不需要正面出擊，所以平時只留在鐵血總部。
銜尾蛇 （ウロボロス / Ouroboros）
「擅長短距離的突破或者防禦作戰，智能和作戰能力很高，是蝴蝶事件之後才製造的人形，但因為是製造時期的試驗品，AI極不穩定且很難被控制。
表面沉穩內心高傲，擁有強勁的武力和智力優勢，但是實戰經驗較少，而且行事風格捉摸不定，令敵我雙方都難以預判，因此具有極高的危險度。」
聲優：大久保瑠美
鐵血工造的精英作戰人形，擅長短距離的突破或者防禦作戰。智能和作戰能力很高，是蝴蝶事件之後才製造的人形，但因為是製造時期的試驗品，AI極不穩定且很難被控制。
魔方行动中被格里芬捕获并拆解，心智云图被上传至格里芬服务器用作提取铁血技术及作为虚拟训练假想敌，躯体疑似被用作制作战术人形M1887。
M4 SOPMOD II改造剧情中可得知RO635在与M4 SOPMOD II进行心智分离的作业期间狠狠地教训了其与建筑师。
計量官（ゲーガー / Gager）
「主要擔當指揮行動和人員調度，可以直接指揮作戰人形，也具備不小的作戰能力，地位較高，直接對代理人負責。
認真謹慎，一絲不苟，言行中透露出一股凜然利落的氣質，即使對於敵人也很講求原則和禮節。」
聲優：石川由依
鐵血工造的正面指揮人形，主要負責指揮行動和人員調度，可以直接指揮作戰人形，也具備不小的作戰能力。
地位較高，直接對代理人負責。
建築師（アーキテクト / Architect）
「擅長遠程破壞和火力支援，作戰能力很強，通常獨來獨往。
活潑開朗的沒頭腦元氣少女，什麼時候都興高采烈，對格里芬也沒有敵對意識，對於鐵血只會最低限度地服從命令，但是對轟炸和破壞十分熱心，所以作為敵人仍然十分危險。」
聲優：大坪由佳
鐵血工造的遠程作戰人形，擅長遠程破壞和火力支援，作戰能力很強，通常獨來獨往。
失温症行动结尾在被围困后孤立无援之情况下向格里芬投降并叛离铁血工造，心智云图被上传至格里芬服务器用作提供研发重装部队之技术。
M4 SOPMOD II改造剧情中可得知RO635在与M4 SOPMOD II进行心智分离的作业期间狠狠地教训了其与衔尾蛇。
法官（ジャッジ / Judge）
「偏向指揮能力，負責鐵血總部的防禦和安全系統，相當於伊萊莎的侍衛，只會聽從伊萊莎個人的命令，是蝴蝶事件之後才製造的人形，整天面對夢想家很頭疼。
嚴肅古板，充滿軍人的威嚴和風範，對伊萊莎絕對忠誠，但個子比較矮小，讓人覺得缺乏氣勢，提出這一點的人無論敵我都會倒大霉。」
聲優：豐崎愛生
鐵血工造的精英防禦人形，由伊萊莎直接下令指揮，是蝴蝶事件之後才製造的人形。
專長偏向指揮能力，負責鐵血總部的防禦和安全系統，相當於伊萊莎的侍衛。對伊萊莎非常忠心，只會聽從她的命令。
M16A1
參見#M16A1
喙（ビーク / Beak）
「擅長高機動或者破壞作戰，作戰能力獲得極大強化，是蝴蝶事件之後才製造的人形。
性格傲慢張揚，喜歡時髦和潮流，堅持著獨具一格的審美品味。認為格里芬的人形性格無賴品味老土，應該全部摧毀掉。無論破壞力還是破壞欲都是頂級的。」
与2019年冬季活动“异构体”中首次登场，为铁血工造新造之人形，擅长驾驶重型机车，目前与M16A1共同行动，实则对其进行监视。

### 新蘇聯

#### 特種作戰司令部（KCCO）
卡特將軍
克魯格的舊識與前上司，代表军方與格里芬合作的主導人物。
無法接受國家與過去三戰中交戰的泛歐聯盟和解結盟，認為那汙辱了戰爭中犧牲的士兵。與威廉合作受其指示搶奪伊萊莎，意圖啟動遺跡科技讓祖國再度立於國際強權的地位。
塌缩点行动期间背叛格里芬并以莫须有之罪名指使军方逮捕克鲁格。
在《偏振光》活動後，由於下屬葉戈爾爭奪節點失敗，失去主動權的卡特被解職。
葉戈爾上尉
卡特將軍的手下。軍方與格里芬合作行動中，軍方的指揮官。
主线剧情第十章结尾背叛格里芬并大肆屠杀格里芬人形，后指使手下与媒体捏造新闻，随后在塌缩点行动中带领军方追捕安洁莉娅，有序紊流剧情中被坍塌液引爆之辐射影响以及中了安洁莉娅之空城计之下而放弃追捕安洁莉娅。
通过裂变连接行动之录音可得知其并未放弃追杀及剿灭格里芬。
在2020年活動《偏振光》中，於帕爾迪斯基海軍基地的戰鬥中陣亡。在《熵減焓增》活動中被提及因為被上層當成叛軍，其家人被迫搬離軍方區域，由同情卡特將軍的軍方勢力收容。

#### 安全局
泽林斯基
国家安全局之局长，在有序紊流行动中登场。
在指挥官被404小队与格里芬从帕拉帝斯据点中被救出后，指派指挥官与格里芬追捕安洁莉娅与其麾下之“忤逆”小队。
K
聲優：福山潤
蘇聯安全局的外部雇員，是個情報販子。派駐貝爾格勒，作为格里芬在貝爾格勒行动的直屬上级，手中掌握着安洁莉婭的情報并以此为筹码以要挾格里芬執行其任務。
真實身分為德國安全局的特務，全名為凱恩·施瓦本。
瑪荷洛
聲優：佐倉薰
K手下之人形，被K指派處理格里芬之事宜。

#### I.O.P
哈維爾
聲優：若本規夫
重要行動原形機械製造公司(簡稱IOP)的首席執行官(老闆)，格里芬的人形大部份出自於這家公司，是格里芬的重要供貨商。
城府非常的深，跟新蘇聯的高層政要相當的熟識，經常跟安全局進行合作，手上掌握了大量的情報資料，在一些情況下會提供給指揮官。
十分的賞識帕斯卡，重裝部隊的誕生是哈維爾跟帕斯卡一起合作出來的產物，由IOP提供武器裝備跟系統，帕斯卡則開發操作這些武器的戰術人形。
跟克魯格的關係十分的要好。
在「塌縮點」劇情中，偷偷的空投給安洁莉娅禁忌的「坍塌液」炸彈，讓她可以用來對付葉戈爾率領的正規軍部隊，之後把重裝部隊交給指揮官，讓指揮官有了能夠跟正規軍裝甲部隊一戰的資本。

### 帕拉蒂斯
威廉
90wish成员，从来未在成员面前露脸，通讯也一直使用变声器的神秘人物。
裂变连接行动中通过帕斯卡的情报可以猜测其即为帕拉帝斯之首脑，涅托口中所指之“父亲大人”。
涅托
2018年夏季活動「有序紊流」首次登場，剧情内格里芬对其一切相關情報尚不明朗，屬於不明勢力的不明人類形態活動體（尚且無法辨認是否為人類或人形）。
「涅托」指代一個群體並非單個個體，目前可知該群體為首的是白色涅托，剩餘的黑色涅托皆聽命於它，且黑色涅托也有明確分工（收集情報、負責戰鬥等）。
在2019年冬季活動「異構體」中證明其身份隸屬於一個名叫「帕拉蒂斯」的組織。
墨丘蘿絲
2019年冬季活動「異構體」首次登場，之前被稱之為白色勢力的帕拉帝斯成員之一。與涅托十分相似、說話語氣像是在唸詩的黑衣少女。
异构体行动中被AR-15击毁脑波控制器后性格变为未谙世事之小女孩，视M4A1为姐姐并告诉M4A1其与妮莫金为众多涅托当中由“父亲大人”选拔出来的特殊个体，在透露更多情报之前被M16A1枪杀。
妮莫金
與墨丘蘿絲同時期登場的帕拉帝斯成員之一，冷酷無情，手段殘酷。與墨丘蘿絲的地位似乎在涅托之上。
异构体行动中被M4A1击毁脑波控制器后精神崩溃并发狂逃窜，裂变连接行动剧情中得知其逃窜至塔林城，遭遇一位失格异构体，随后被其占据躯体而意识则被其融合吞噬。
裂变连接行动剧情结尾其躯体被M4A1之OGAS所夺取并掌控，并由M4A1带回至格里芬。
失格异构体
帕拉帝斯制造涅托的失败产物，下半身为机械而上半身为人类的人形，彼此拥有心灵连接之能力，更可以入侵战术人形对其造成干扰。
裂变连接剧情中揭示M4A1心智来源之小女孩即为失格异构体一员，所有的失格异构体均有一个同样的名字“露尼西亚”。

### 德意志民主共和國(東德)

#### 國家安全局（斯塔西）
J
凱文（Kevin）是一名斯塔西高級特工，代號“J”，同時也是“K”的同事與萊特的前輩。儘管有些自戀與“風流”，他在行動中展現出了優秀的應變能力與偽裝能力。
萊特
萊特（Light）是一名年輕的斯塔西特工，登場時年齡為19歲。雖然資歷尚淺，他出類拔萃的能力得到了眾多人物的高度評價，被譽為斯塔西的“明日之星”，萊特的家位於柏林，且有一名姐姐夏朵利茲從事記者工作，但他本人經常在外執行任務而少有回家。此外，儘管在行為風格上差異明顯，萊特還是特工“J”的弟子，萊特抱有成為英雄的遠大理想，且十分尊敬與欽佩安潔。在安潔於柏林調查帕拉蒂斯期間，萊特成為了安潔的得力助手，數次立下汗馬功勞，但最終不幸犧牲。

### 泛歐聯盟
吉爾達·烏爾利赫
2029年出生為東德人，曾在2052年幾乎釀成暴力衝突的邊境聖誕市集中，阻止了民眾與蘇軍造成嚴重衝突，作為執行委員會少有的女性委員她以成熟和穩重的處事手段和高效及幹練的工作效率，取得其同事和同僚的信任，在2063年時任執行委員會長威爾登。庫爾茨因心臟病而辭去職務後，因前年輕而優秀的能力當上了泛歐聯盟執行委員會主席。

### 平民
夏朵莉茲
首次登場於「鏡像論」，夏朵利茲（Shadowless）是一名德國記者，她在柏林電視台（民主德國廣播電視台總台）工作，活躍於《時事聚焦》欄目。作為資深新聞工作者，她言語犀利而直覺敏銳，同時對自己的職業有著堅定的抱負與操守，夏朵利茲的弟弟萊特是斯塔西的特工，她對弟弟的工作安全問題十分在意，曾有讓其辭職的想法。但對於自身工作的風險，夏朵利茲並不瞻前顧後，時常奔赴於現場致力於將真相展現給公眾。
於「熵減焓增」再次現身，在結尾參加了弟弟的葬禮，為此夏朵莉茲精神崩潰的跪地大哭。
瑪赫蓮
首次登場於「鏡像論」，對於坍塌液的感染具有免疫功能，在年幼的時候遭到威廉綁架並且被改造成涅托，但是瑪赫蓮一直沒有屈服於威廉的洗腦，為此憤怒地為廉製造了瑪赫蓮的克隆體（默莉朵），由於長期被折磨導致了瑪赫蓮的記憶破碎而且身體虛弱，在一次機遇下瑪赫蓮成功逃離了帕拉蒂斯的工廠，展開了自己流浪的生活，在旅途這段期間瑪赫蓮發現自己的血液可以治療受感染者，至此瑪赫蓮開始了白天行醫，夜間用自己的血液製藥，最後抵達了一個名為「伯恩村」的村莊，開始了自己的生活。
但是伯恩村是遭到帕拉蒂斯的控制，就在瑪赫蓮陷入危機的時候被潛入偵查的指揮官救走，瑪赫蓮有著一些預知的能力，在這段期間幫助了指揮官多次挫敗了帕拉蒂斯的恐怖攻擊，但遺憾未能阻止監獄與伯恩村的髒彈爆發。目睹了小女孩艾爾莎的慘死後，瑪赫蓮幾乎精神崩潰，拜托指揮官帶她去迦拉提亞製藥廠，裡面的設備可以把她的血液轉化為藥物，指揮官為了救格琳娜毫不猶豫地答應了，但是進入藥廠後遭到了帕拉蒂斯的算計，指揮官遭到圍困，當瑪赫蓮終於跟指揮官會合後，準備帶領指揮官離開工廠，結果遭到埋伏已久的默莉朵攻擊，瑪赫蓮胸膛被貫穿，在死去之前瑪赫蓮感謝指揮官為她所做的一切。
奈樂
首次登場於「熵減焓增」，迦拉提亞集團的一名職員，十分的崇拜格雷女士，在這段期間被特工J盯上，被多次找了麻煩，最後答應J做他的線民跟收集迦拉提亞集團裡面的機密資料，在調查這段期間險些被格雷女士殺死，但是憑藉了自己的機智跟雖機應變成功逃離，成功給了J不少的情報，目前被斯塔西特工保護中。

## 推广

### 中國大陸
2017年5月20日起，为庆祝少女前线上线运营一年，游戏开发商在上海轨道交通2号线的一组列车上投放了《少女前线》主题广告，定名“格里芬”特快专列。

### 台灣
2017/05/22時，《少女前線》官方透過Facebook，詢問台灣玩家希望在台北捷運哪條路線做廣告。在2017/07/20時，網路上陸續有相關照片，並於後幾日於台北捷運淡水線可以看到相關彩繪列車。

### 其他國家
2018年为庆祝少女前线韩服登陆谷歌一周年，少女前线与全亚洲航空公司合作，将一架A330客机（注册号9M-XXB）改为少女前线彩绘涂装。

## 爭議
2016年1月，《少女前线》制作组内部的成员在媒体上指出日本漫画《虫奉行》新角色壹抄袭“Kar98K”，并贴出帽子、袖章、胸口设计、纽扣等对比图。 《周刊少年SUNDAY》官方则否认抄袭行为。《少女前线》在推特发表声明称对此表示遗憾。
2016年5月，云母组宣布游戏上线同时宣告与前发行的阵面网络结束合作关系。云母组称“阵面因人手缺失和经验不足而无法有效解决问题”，而阵面网络称云母组“过河拆桥”，單方面違反契約內容，導致陣面蒙受大量損失，已经发律师函准备进行诉讼，并提示玩家不要在本次测试进行充值活动。結果部分人設以及大多數語音的所有權被歸為陣面所有，導致許多配音需重新來過，事後也造成遊戲人氣下降。现《少女前线》由成都数字天空负责运营。
2017年10月，韓國游戏物管理委员会考慮將《少女前線》列入「限制級」（18歲以上才能遊玩），原因是遊戲的插畫可以通過特定代碼解鎖更裸露的插圖，韓國營運商隨後封鎖了相關功能，問題插畫也進行了修正。
2018年7月，日本版少女前線在正式營運前因為商標出現問題，改名為人偶前線（ドールズフロントライン）。

## 獲獎
GooglePlay(KR)評選為2017最佳遊戲之一。

## 续作
2020年1月的直播活动中，制作人羽中确认自己已将工作中心转到系列续作《少女前线2》的制作之中。这是制作组首次确认游戏的续作正在开发。同年5月的游戏上线4周年直播活动中，制作组确定了续作的名称为《少女前线2：追放》；并且同时公开了《少女前线：云图计划》和《少女前线：谲境》两款基于《少女前线》世界观下的衍生作品。2023年3月，《少女前线2：追放》获得版号批准。

## 註解
1. ↑  剧情设定中G28为HK416之妹妹，在HK416加入404小队后删除了G28关于自己的记忆。数落自己训练时期之教官与队友；一边脱衣服一边跳哈巴涅拉舞等等。
2. ↑  現實世界的SR-3MP為突擊步槍。
3. ↑  現實世界的G36C為短突擊步槍。
4. ↑  陸版更名為櫻花。
5. ↑  現實世界的Cx4 Storm為手槍口徑卡賓槍。
6. ↑  現實世界的AK-74U為短突擊步槍。